# Arábia Saudita
Esta página contém alguns caracteres especiais e é possível que a impressão não corresponda ao artigo original.
Arábia Saudita (em árabe: السعودية as-Su’ūdiyya), oficialmente Reino da Arábia Saudita (em árabe: المملكة العربية السعودية; al-Mamlaka al-ʻArabiyya as-Suʻūdiyya), é considerado por tamanho de território, o maior país árabe na Ásia e na península Arábica (cerca de 2 150 000 km²), constituindo a maior parte da península Arábica, e o segundo maior país árabe do mundo (após a Argélia). Tem fronteiras com Jordânia e Iraque ao norte; Cuaite a nordeste; Catar, Barém e Emirados Árabes Unidos a leste; Omã a sudeste; Iêmen ao sul; mar Vermelho a oeste e com o golfo Pérsico a leste. Sua população é estimada em 16 milhões de cidadãos nativos, 9 milhões de expatriados estrangeiros e 2 milhões de imigrantes ilegais registrados. Suas principais cidades são: Riade, a capital; Gidá, principal porto e antiga capital; Meca e Medina, cidades sagradas do islamismo; e Damã, banhada pelo golfo Pérsico.
O Reino da Arábia Saudita foi fundado por Abd al-Aziz Al Saud (mais conhecido ao longo de toda sua vida adulta como Ibn Saud) em 1932, embora as conquistas que levaram à criação do Reino tenham começado em 1902, quando ele capturou Riade, a casa ancestral de sua família, a Casa de Saud, conhecida em árabe como Al Saud. Desde a criação do país, o sistema político tem sido o de uma monarquia absoluta teocrática. O governo saudita se descreve como islâmico e é altamente influenciado pelo uaabismo. A Arábia Saudita muitas vezes é chamada de "Terra das Duas Mesquitas Sagradas", em referência às mesquitas Grande Mesquita (em Meca) e Mesquita do Profeta (em Medina), os dois lugares mais sagrados do islamismo.
Com a segunda maior reserva de petróleo e a sexta maior reserva de gás natural do mundo, a Arábia Saudita é classificada como uma economia de alta renda pelo Banco Mundial e possui o 19.º maior PIB do mundo. Por ser o maior exportador mundial de petróleo, o país garantiu sua posição como um dos mais poderosos do mundo, além de também ser classificado como uma potência regional e de manter sua hegemonia regional na Península Arábica. O país é membro do Conselho de Cooperação dos Estados Árabes do Golfo Pérsico, da Organização da Conferência Islâmica, do G20 e da Organização dos Países Exportadores de Petróleo (OPEP). A economia saudita é amplamente apoiada por sua indústria de petróleo, que responde por mais de 95% das exportações e 70% das receitas do governo, embora a parte da economia que não depende do setor petrolífero tenha crescido nos últimos tempos.

## Etimologia
Depois da unificação dos reinos de Hejaz e Négede, o novo Estado foi nomeado al-Mamlakah al-Arabīyah as-Suūdīyah (em árabe: المملكة العربية السعودية) por decreto real em 23 de setembro 1932 pelo fundador do país, o rei Abdul Aziz Al Saud. Isto é normalmente traduzido como "Reino da Arábia Saudita", ainda que literalmente signifique "Reino Árabe Saudita".
A palavra Saudi é derivada de as-Suʻūdīyah no nome em árabe do país, que é um tipo de adjetivo conhecido como um nisba, formado a partir do nome da dinastia Al Saud (آل سعود). Sua inclusão indicou que o governante do país considerava-o como posse pessoal da família real. Al Saud é um nome árabe formado pela adição da palavra Al, que significa "família de" ou "Casa de", ao nome pessoal do antepassado da família Al Saud, no caso, o pai do fundador da dinastia no século XVIII, Muhammad bin Saud.

## História

### Pré-história

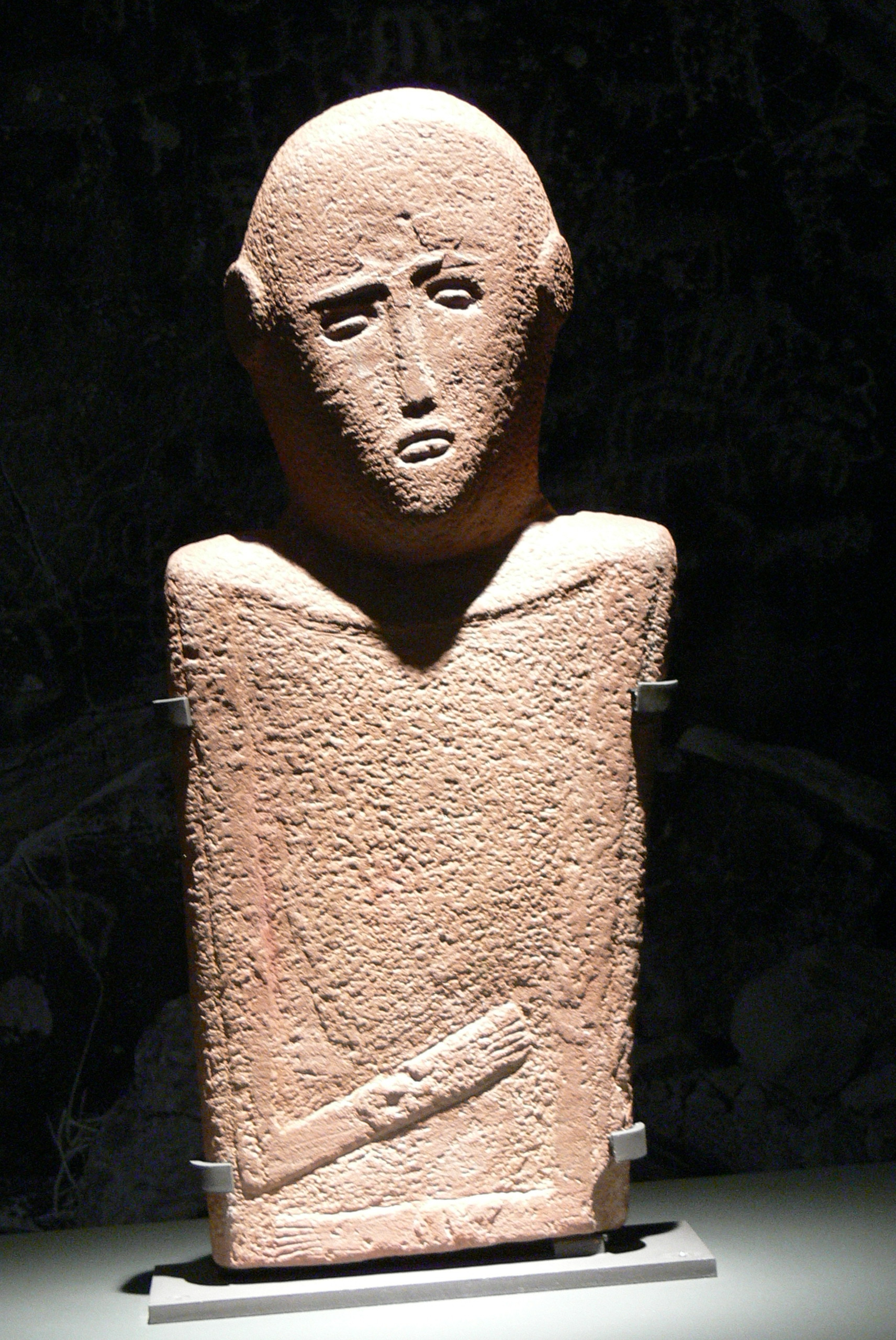
Estela antropomórfica (4º milênio a.C.), arenito, 57x27 cm, de El-Maakir-Qaryat al-Kaafa (Museu Nacional de Riade)

Há evidências de que a habitação humana na península Arábica remonta a cerca de 125 mil anos atrás. Um estudo de 2011 descobriu que os primeiros humanos modernos a se espalharem para o leste pela Ásia deixaram a África cerca de 75 mil anos atrás através do Babelmândebe conectando o chifre da África e a Arábia. A península Arábica é considerada uma figura central na compreensão da evolução e dispersão dos hominídeos. A Arábia passou por uma flutuação ambiental extrema no Quaternário que levou a profundas mudanças evolutivas e demográficas. A Arábia tem um rico registro do Paleolítico Inferior, e a quantidade de sítios semelhantes a Oldowan na região indica um papel significativo que a Arábia desempenhou na colonização inicial de hominídeos na Eurásia.
No período Neolítico, floresceram culturas proeminentes como a Al-Magar, cujo centro ficava no sudoeste moderno de Négede. Al-Magar pode ser considerado como uma "Revolução Neolítica" no conhecimento humano e nas habilidades manuais. A cultura é caracterizada como uma das primeiras do mundo a envolver a domesticação generalizada de animais, particularmente o cavalo, durante o Neolítico.
Em novembro de 2017, cenas de caça mostrando imagens de cães provavelmente domesticados, semelhantes ao cão-de-canaã, usando coleiras foram descobertas em Shuwaymis, uma região montanhosa do noroeste da Arábia Saudita. Essas gravuras rupestres datam de mais de 8 mil anos, tornando-as as primeiras representações de cães no mundo.
No final do IV milênio a.C., a Arábia entrou na Idade do Bronze após testemunhar transformações drásticas; os metais foram amplamente usados e o período foi caracterizado por seus cemitérios de 2 m de altura, que foram simultaneamente seguidos pela existência de vários templos, que incluíam muitas esculturas independentes originalmente pintadas com cores vermelhas.

### Antiguidade

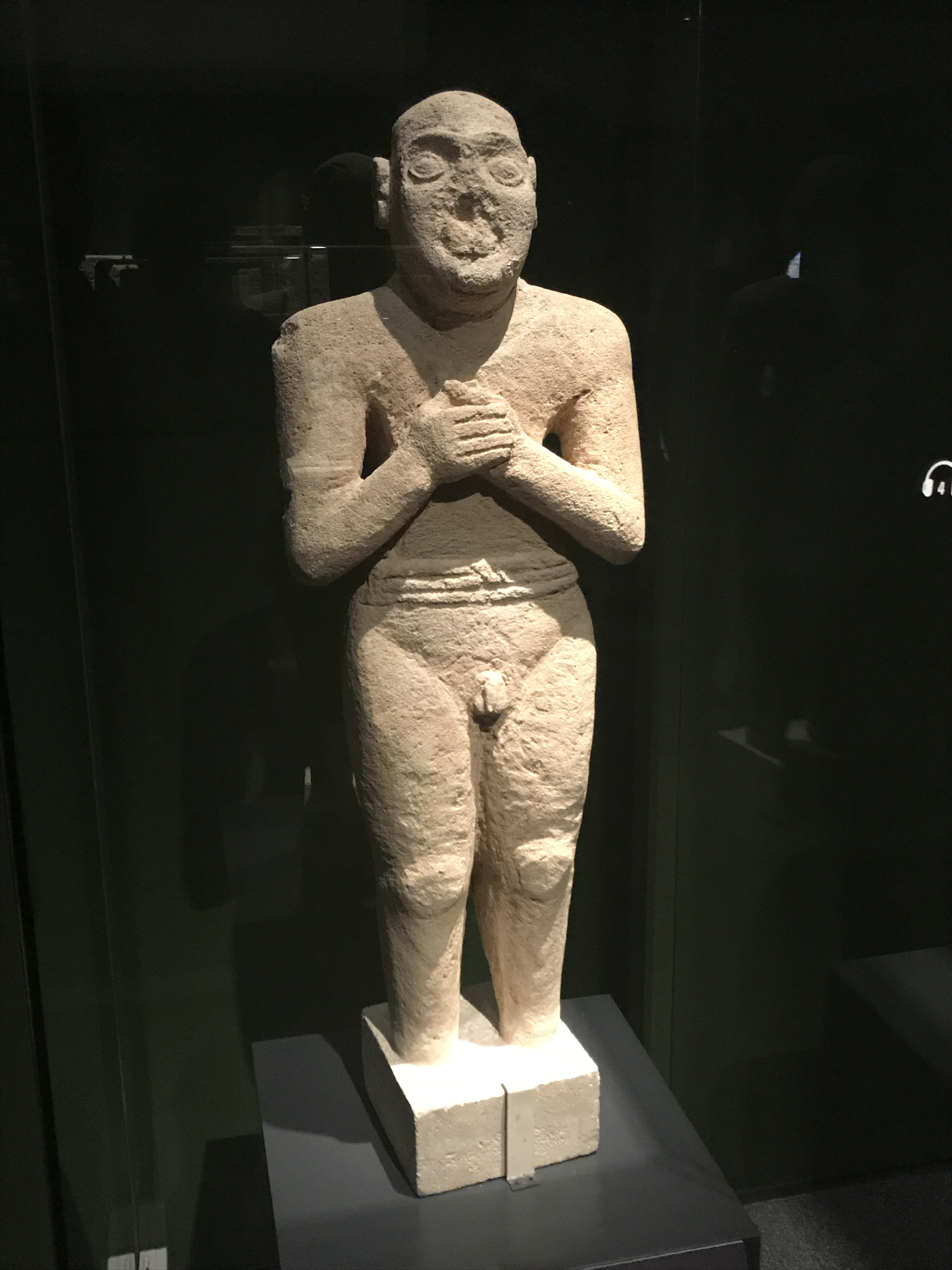
A estátua do "Servo Adorador" (2500 a.C.), com mais de um metro de altura, é muito mais alta do que qualquer modelo mesopotâmico ou harapiano possível, Museu Nacional da Coreia

A cultura sedentária mais antiga na Arábia Saudita remonta ao período de al-Ubaide, após a descoberta de vários fragmentos de cerâmica em Dosariyah. A análise inicial da descoberta concluiu que a província oriental da Arábia Saudita foi a pátria dos primeiros colonos da Mesopotâmia e, por extensão, a provável origem dos sumérios. No entanto, os fragmentos datam das duas últimas fases do período, enquanto alguns exemplos poderiam ser classificados aproximadamente como das fases dois e três. Assim, a ideia de que colonos da Arábia Saudita emigraram para o sul da Mesopotâmia e fundaram a primeira cultura sedentária da região foi abandonada.
A mudança climática e o início da aridez podem ter ocasionado o fim desta fase de povoamento, visto que existem poucas evidências arqueológicas do milênio seguinte. O povoamento da região recomeça no período de Dilmum no início do III milênio a.C. Registros conhecidos de Uruque referem-se a um lugar chamado Dilmum, associado em várias ocasiões ao cobre e em período posterior foi fonte de madeiras importadas no sul da Mesopotâmia. Vários estudiosos sugeriram que Dilmum designou originalmente a província oriental da Arábia Saudita, notavelmente ligada aos principais assentamentos dilmunitas de Umm an-Nussi e Umm ar-Ramadh no interior e Tarout na costa. É provável que a ilha de Tarute fosse o principal porto e capital de Dilmum.
Tabuletas de argila com inscrições na Mesopotâmia sugerem que, no período inicial de Dilmum, existia uma forma de estrutura política hierárquica organizada. Em 1966, uma terraplenagem em Tarute expôs um antigo cemitério que rendeu uma grande e impressionante estátua datada do período dilmunita (meados do terceiro milênio a.C.). A estátua foi feita localmente sob forte influência da Mesopotâmia no princípio artístico de Dilmum.

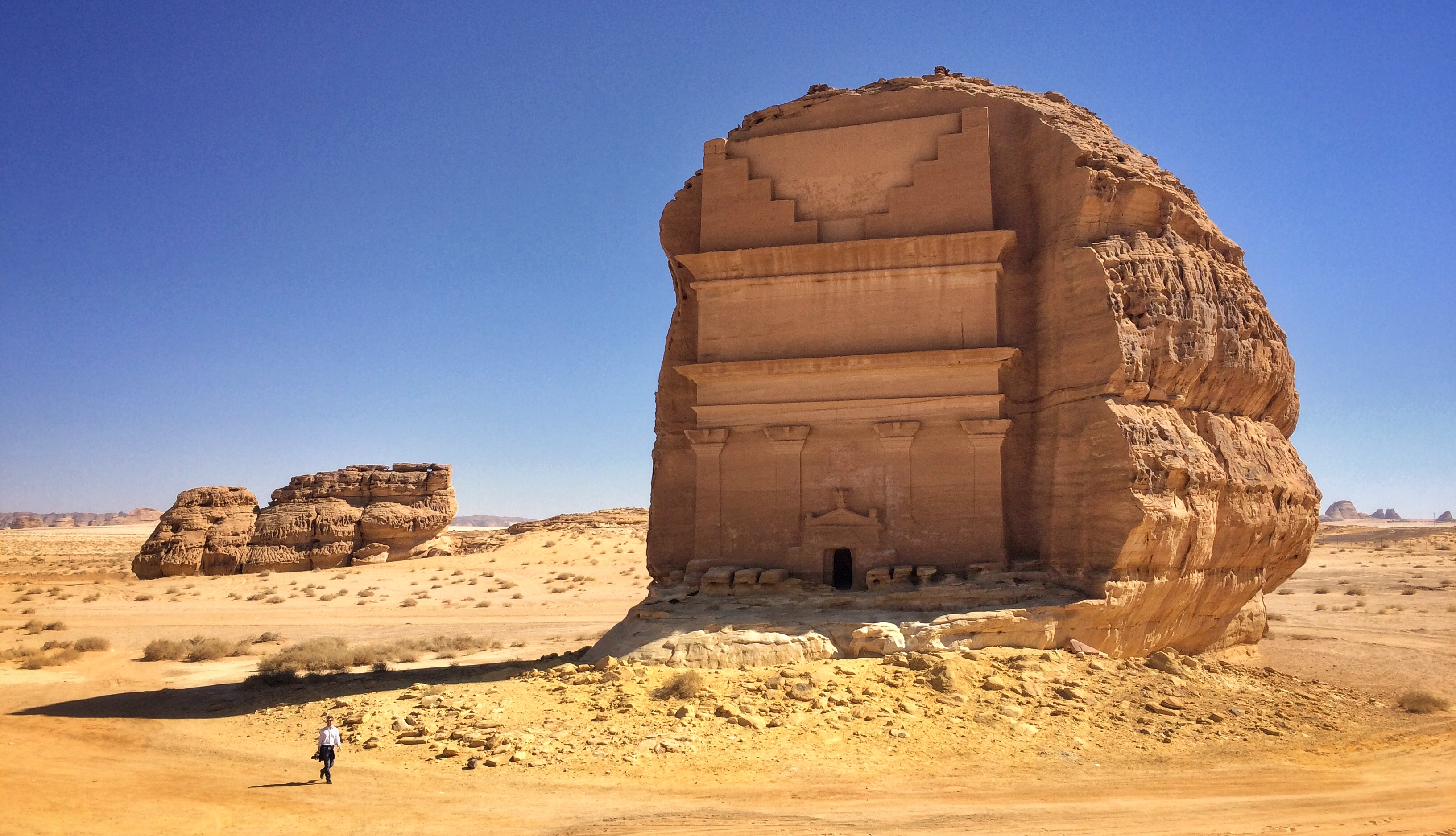
Qaṣr Al-Farīd, o maior dos 131 túmulos monumentais no sítio arqueológico nabateu de Madaim Salé, um Patrimônio Mundial pela UNESCO desde 2008

Por volta de 2.200 a.C., o centro de Dilmum mudou por razões desconhecidas de Tarute e do continente da Arábia Saudita para a ilha de Barém, e um assentamento altamente desenvolvido emergiu lá, onde um complexo de templos laboriosos e milhares de túmulos que datam desse período foram descobertos.
No final da Idade do Bronze, um povo e uma terra historicamente registrados (midianitas) na porção noroeste da Arábia Saudita estão bem documentados na Bíblia. Centrado em Tabuque, estendia-se de Arava, no norte, até a área de al-Wejh, no sul. A capital de midianita era Qurayyah e consistia em uma grande cidadela fortificada que abrangia 35 hectares e abaixo dela um assentamento murado de 15 hectares. A cidade hospedava de 10 a 12 mil habitantes. Os midianitas foram descritos em dois eventos principais na Bíblia que relatam as duas guerras de Israel, em algum lugar no início do século XI a.C. Politicamente, os midianitas foram descritos como tendo uma estrutura descentralizada chefiada por cinco reis (Evi, Requém, Tsur, Hur e Reba), os nomes parecem ser topônimos de importantes assentamentos midianitas. É opinião comum que Midiã designava uma confederação de tribos, o elemento sedentário se estabeleceu no Hijaz enquanto seus afiliados nômades pastavam e às vezes saqueavam terras tão distantes quanto a Palestina. Os nômades midianitas foram um dos primeiros exploradores da domesticação de camelos que lhes permitiu navegar pelos terrenos hostis da região.
No final do século VII a.C., um reino emergente apareceu no teatro histórico do noroeste da Arábia. Tudo começou como um xarifado de Liã. O primeiro atestado de realeza do estado, Rei de Liã, foi em meados do século VI a.C. Lihyan foi um reino árabe antigo poderoso e altamente organizado que desempenhou um papel cultural e econômico vital na região noroeste da Península Arábica. Os lianitas governaram sobre um grande domínio de Iatrebe no sul e partes do Levante no norte. Na antiguidade, o golfo de Acaba costumava ser chamado de Golfo de Liã. Um testemunho da grande influência que Liã adquiriu.

### Idade Média e advento do Islã

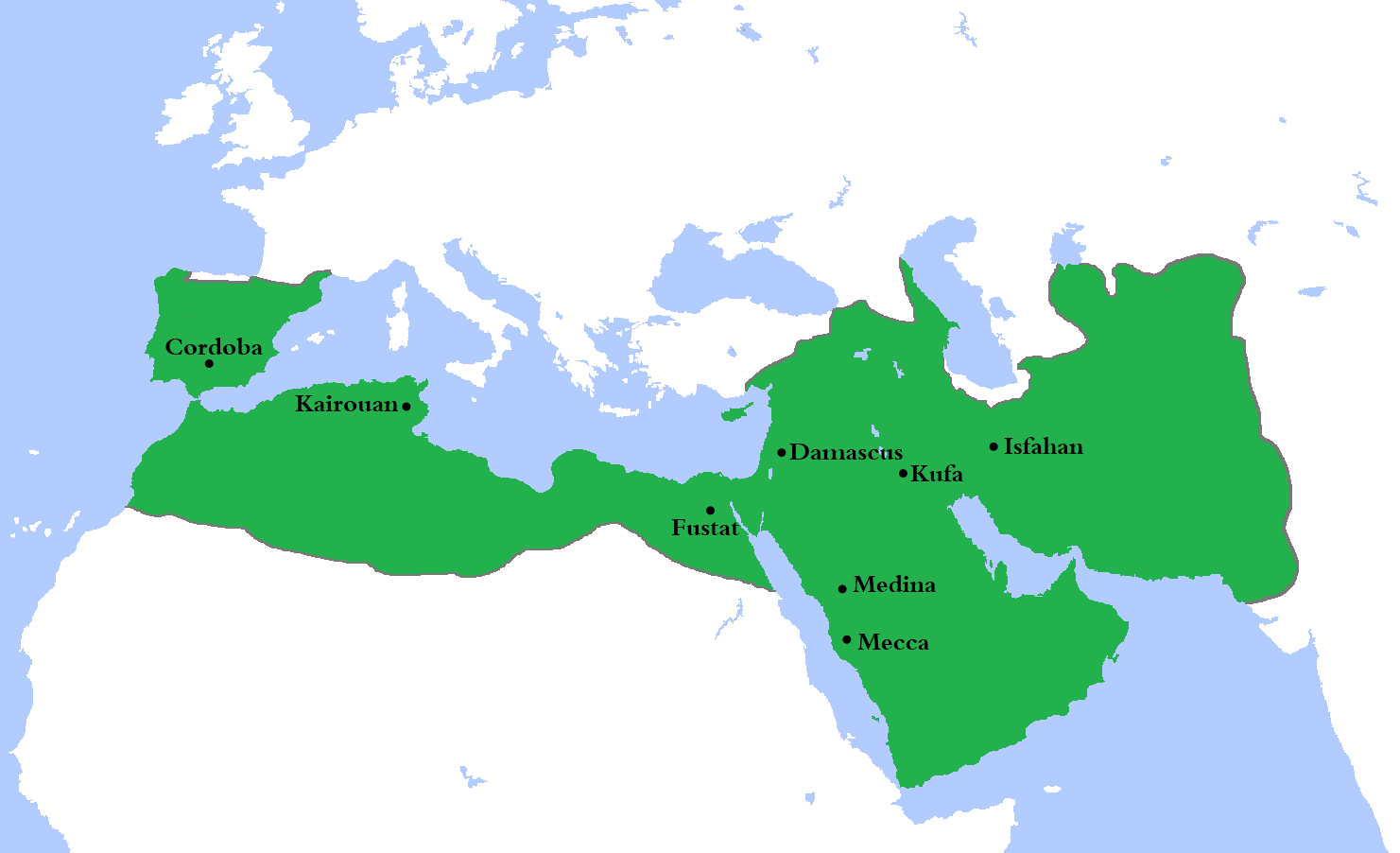
Em sua maior extensão, o Califado Omíada (661-750) cobriu 11,1 mil km² e 62 milhões de pessoas (29% da população mundial), tornando-o um dos maiores impérios da história em área e proporção da população mundial

Pouco antes do advento do Islã, além dos assentamentos comerciais urbanos (como Meca e Medina), muito do que viria a se tornar a Arábia Saudita era povoado por sociedades tribais pastorais nômades. O profeta islâmico Maomé nasceu em Meca por volta do ano 571. No início do século VII, Maomé uniu as várias tribos da península e criou um único sistema religioso islâmico. Após sua morte em 632, seus seguidores expandiram rapidamente o território sob o domínio muçulmano para além da Arábia, conquistando grandes e sem precedentes porções de território (da península Ibérica no oeste ao atual Paquistão no leste) em questão de décadas. A Arábia logo se tornou uma região politicamente mais periférica do mundo muçulmano, conforme o foco mudou para as vastas terras recém-conquistadas.
Árabes originários da moderna Arábia Saudita, em particular o Hejaz, fundaram os califados Ortodoxo (632–661), Omíada (661–750), Abássida (750–1517) e Fatímida (909–1171). Do século X ao início do XX, Meca e Medina estiveram sob o controle de um governante árabe local conhecido como xarife de Meca, mas na maioria das vezes o xarife devia lealdade ao governante de um dos principais impérios islâmicos baseado em Bagdá, Cairo ou Istambul. A maior parte do restante do que se tornou a Arábia Saudita reverteu ao governo tribal tradicional.
Durante grande parte do século X, os carmatas ismaelitas-xiitas foram a força mais poderosa do golfo Pérsico. Em 930, os carmatas pilharam Meca, ultrajando o mundo muçulmano, especialmente com o roubo da Pedra Negra. Em 1077–1078, um xeque árabe chamado Abdullah bin Ali Al Uyuni derrotou os carmatas no Barém e Alhaça com a ajuda do Império Seljúcida e fundou a dinastia uyunid. O Emirado de Uyunid mais tarde passou por uma expansão com seu território estendendo-se de Négede ao deserto sírio. Eles foram derrubados pelos usfúridas em 1253. O governo ufsurid foi enfraquecido depois que governantes persas de Ormuz capturaram Barém e Catife em 1320. Os vassalos de Ormuz, a dinastia xiita jarwanid vieram para governar o leste da Arábia no século XIV. Os jábridas assumiram o controle da região após derrubar os jaruânidas no século XV e entraram em confronto com Ormuz por mais de duas décadas sobre a região por suas receitas econômicas, até finalmente concordar em pagar tributo em 1507. A tribo Al-Muntafiq posteriormente assumiu o controle da região e ficou sob a suserania otomana. A tribo Bani Khalid posteriormente se revoltou contra eles no século XVII e assumiu o poder. Seu governo se estendeu do Iraque a Omã no auge e eles também ficaram sob a suserania otomana.
No século XVI, os otomanos adicionaram o mar Vermelho e a costa do golfo Pérsico (Hejaz, Assir e Alhaça) ao Império Otomano e reivindicaram a suserania sobre o interior. Uma das razões foi impedir as tentativas portuguesas de atacar o mar Vermelho (daí o Hejaz) e o oceano Índico. O grau de controle otomano sobre essas terras variou ao longo dos quatro séculos seguintes.

### Unificação e Reino
|                                                                   |  |                                                                   |
| Ibn Saud, o pai fundador e o primeiro rei da Arábia Saudita, 1910 |  | Dammam No. 7, o primeiro poço de petróleo comercial do país, 1938 |

O Estado Saudita surge na Arábia Central em 1744. Um chefe local, Muhammad bin Saud, uniu forças a um resgatador dos fundamentos do Islã, Maomé ibne Abdal Uaabe, para criar uma nova entidade política. O moderno Estado Saudita foi fundado pelo último rei Abdul Aziz Al-Saud (conhecido internacionalmente como Abdul Aziz Ibn Saud).
Em 1902, Abdul Aziz Ibn Saud capturou Riade, a capital ancestral da dinastia de Al-Saud à família rival Raxide. Continuando estas conquistas, Abdul Aziz subjugou o oásis de Alhaça, o resto do Négede e do Hejaz entre 1913 e 1926. Em 8 de janeiro de 1926, Abdul Aziz Ibn Saud torna-se "Rei do Hejaz". Em 29 de janeiro de 1927 ele tomou o título de "Rei do Négede" (o título négedi anterior era de "Sultão"). Pelo Tratado de Gidá, assinado em 20 de maio de 1927, o Reino Unido reconheceu a independência do reino de Abdul Aziz (então conhecido como Reino de Hejaz e Négede).
Em 1932, estas regiões foram unificadas como o Reino da Arábia Saudita. A descoberta de petróleo em 3 de março de 1938 transformou o país. As fronteiras com a Jordânia, o Iraque, e o Cuaite foram estabelecidas por uma série de tratados negociados nos anos de 1920, que criaram duas "zonas neutras" — uma com o Iraque e outra com o Cuaite. A zona neutra Cuaite-Arábia Saudita foi administrada conjuntamente em 1971, com cada Estado partilhando igualitariamente os recursos petrolíferos da zona. Tentativas de acordo para a partilha da zona neutra Cuaite-Arábia Saudita chegaram a um termo em 1981, sendo finalizadas em 1983.

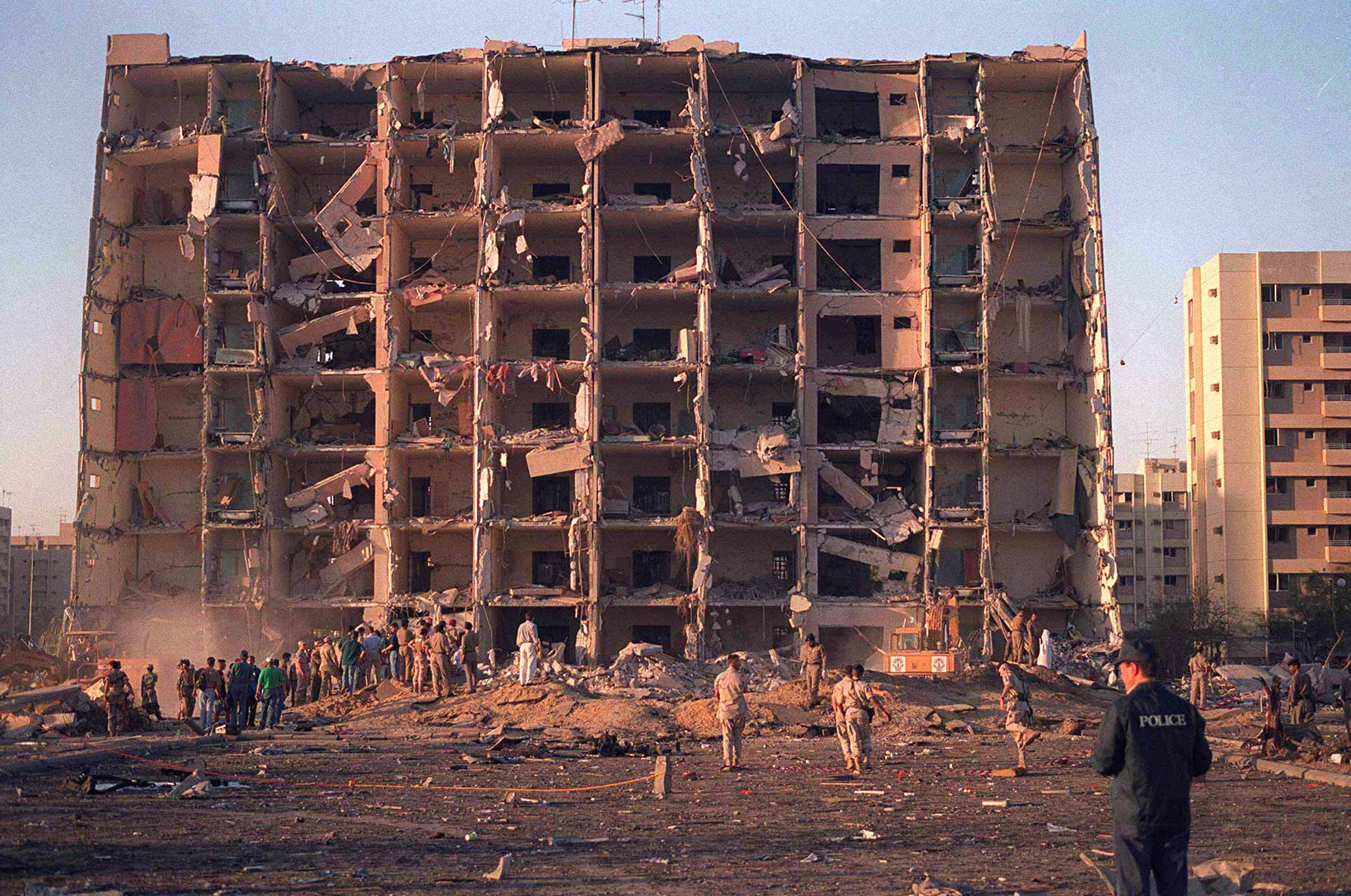
Atentado das torres de Khobar em 1996

Durante a guerra árabe-israelense de 1973, a Arábia Saudita participou do boicote do petróleo árabe aos Estados Unidos e aos Países Baixos. Como membro da Organização dos Países Exportadores de Petróleo (OPEP), a Arábia Saudita juntou-se a outros países-membros elevando moderadamente o preço do petróleo em 1971.
A fronteira sul do país com o Iémen foi parcialmente definida em 1934 com o Acordo de Taife, pondo fim a uma breve guerra fronteiriça entre os dois Estados. Um tratado adicional assinado em junho de 2000 delineou porções da fronteira com o Iémen. A localização e status da fronteira da Arábia Saudita com os Emirados Árabes Unidos não está finalizada; a fronteira de facto reflete um acordo de 1974. A fronteira entre a Arábia Saudita e o Catar foi definida em março de 2001. A fronteira com Omã ainda não está demarcada. Em 1979, ocorreram dois acontecimentos que preocuparam muito o governo, e que tiveram uma influência a longo prazo na política externa e interna saudita. O primeiro foi a Revolução Islâmica Iraniana. Temia-se que a minoria xiita do país na província oriental (que é também a localização dos campos petrolíferos) se pudesse revoltar sob a influência dos seus co-religionistas iranianos. Houve várias revoltas contra o governo na região, como a Revolta de Catife em 1979
O segundo evento foi a tomada da Grande Mesquita de Meca, em 1979, por extremistas islâmicos. Os militantes envolvidos ficaram em parte indignados com o que consideravam ser a corrupção e a natureza pouco islâmica do governo saudita. O governo recuperou o controlo da mesquita após dez dias e os capturados foram executados. Parte da resposta da família real aos dois acontecimentos foi uma reforçada repressão sobre os xiitas, imposição da observância muito mais rigorosa das normas religiosas e sociais tradicionais no país (por exemplo, o encerramento dos cinemas) e dar aos Ulema um papel mais importante no governo. Os cinemas foram fechados, as apresentadoras femininas de notícias foram retiradas do ar e a polícia religiosa tornou-se mais visível nas cidades de todo o país.
Em 1990-91, o Fahd desempenhou um papel-chave antes e durante a Guerra do Golfo: a Arábia Saudita acolheu a família real cuaitiana além de 400 000 refugiados e ao mesmo tempo permitiu a entrada de tropas ocidentais e árabes em seu território para a liberação do Cuaite no ano seguinte.
Quando o então rei Fahd sofreu um enfarte em novembro de 1995, o seu sucessor, então príncipe-herdeiro Abdallah, assumiu muitas das responsabilidades rotineiras da condução do governo. Morto o rei Fahd em 1 de agosto de 2005, Abdallah sucedeu-lhe, convertendo-se no rei do país, até 22 de janeiro de 2015, quando morreu, depois de cerca de 30 dias de luta contra uma pneumonia, assumindo como seu sucessor, em 23 de janeiro o seu meio irmão Salman bin Abdalaziz Al Saud e passando a sucessor do trono o sobrinho Mohammed bin Nayef. No entanto, em junho de 2017, este foi afastado, e o rei Salman tornou Mohammad bin Salman herdeiro do trono.

## Geografia

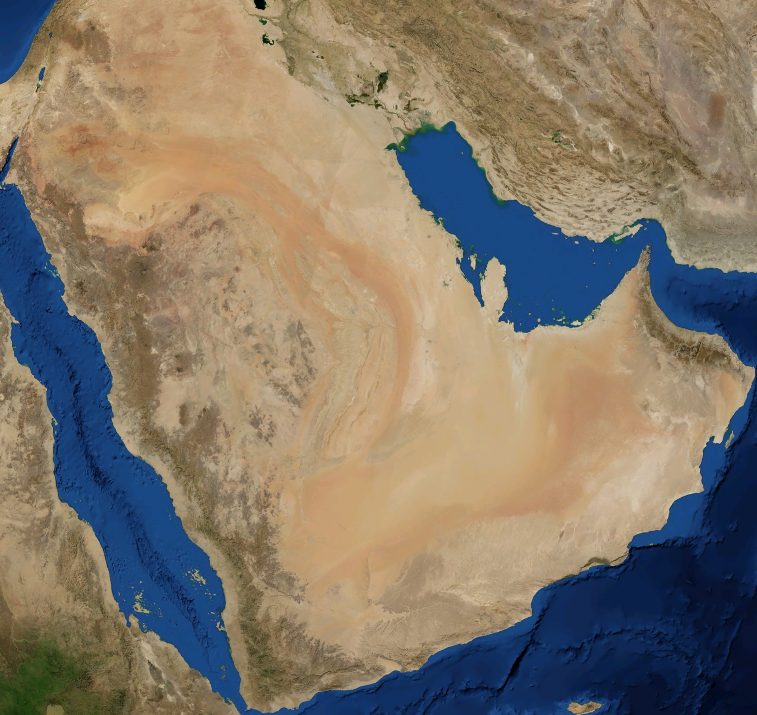
Imagem de satélite da península Arábica

A Arábia Saudita ocupa cerca de 80% da Península Arábica e se encontra entre as latitudes 16° e 33° N e longitudes 34° e 56° E. Como as fronteiras ao sul do país com os Emirados Árabes Unidos e Omã não são definidas ou demarcadas com precisão, as dimensões exatas da Arábia Saudita ainda são desconhecidas. A estimativa do CIA World Factbook é de cerca de 2 250 000 km² e classifica a Arábia Saudita como 13º maior país do mundo.
A geografia da Arábia Saudita é dominada pelo Deserto da Arábia e por algumas áreas semidesérticas. Trata-se, na verdade, de uma série de desertos conectados e inclui 647 500 km² do Rubalcali (ou "quarta parte vazia") na parte sul do país, a maior área de deserto de areia contíguo do mundo. Praticamente não há rios ou lagos no país, mas uádis são numerosos. As poucas áreas férteis são encontradas nos depósitos aluviais em uádis, bacias e oásis. A principal característica topográfica é o planalto central que se eleva abruptamente do mar Vermelho e desce gradualmente para o Négede e para o golfo Pérsico. Na costa do mar Vermelho, há uma estreita planície costeira, conhecida como a Tiama, paralela a escarpas imponentes. A região sudoeste de Assir é montanhosa e contém o monte Jabal Sawda, que com 3 133 metros de altura é o ponto mais alto no país.

### Clima

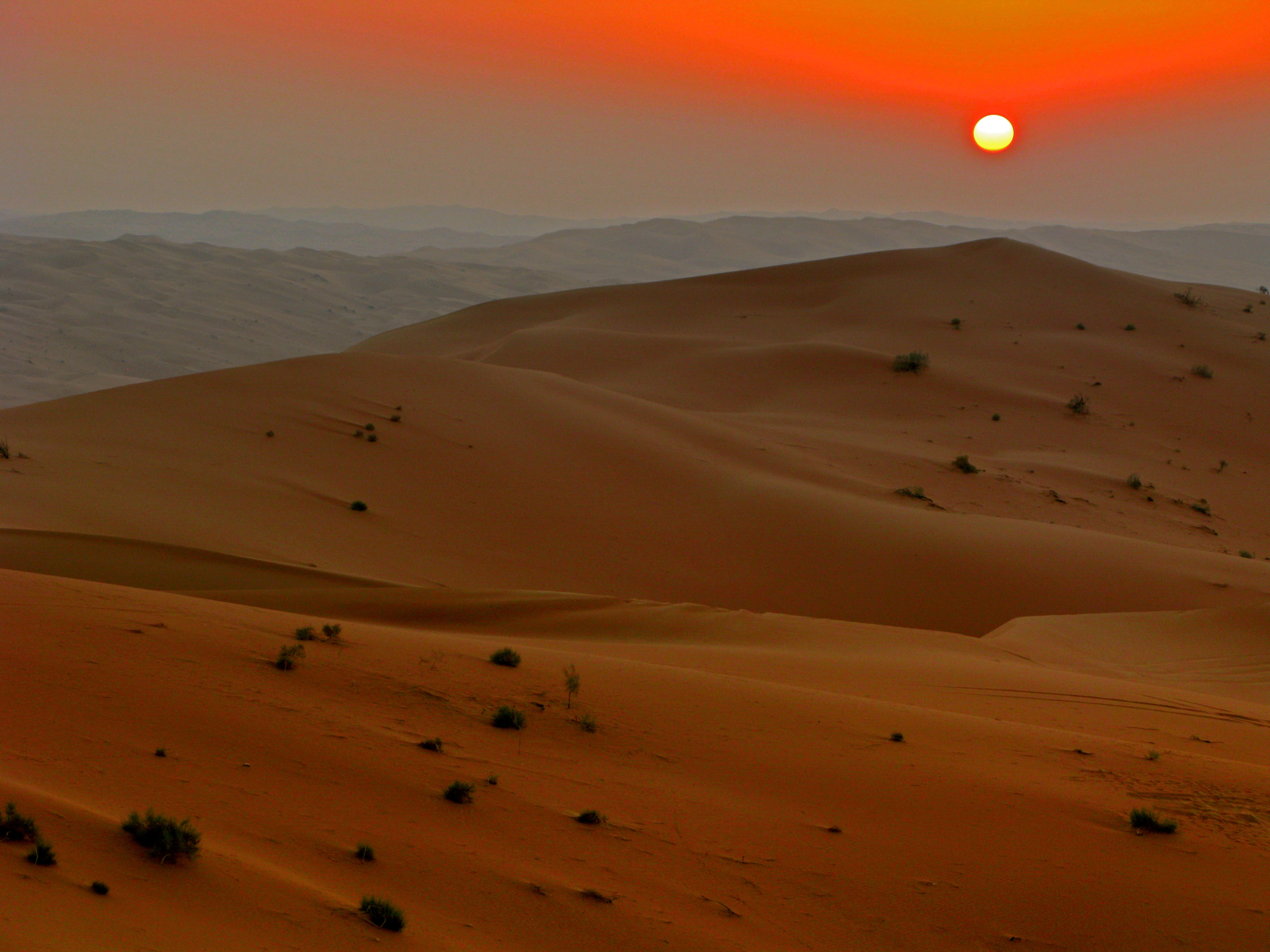
A típica paisagem do deserto do Rubalcali, na Arábia Saudita

Com exceção da região de Assir, a Arábia Saudita tem um clima desértico com temperaturas extremamente altas durante o dia e uma queda acentuada de temperatura durante a noite. As temperaturas médias no verão variam em torno de 45 °C, mas podem atingir até 54 °C. No inverno, a temperatura raramente cai abaixo de 0 °C. Na primavera e no outono, o calor é temperado e as temperaturas médias ficam em torno de 29 °C.
A precipitação anual é extremamente baixa. A região de Assir difere disto, visto que ela é influenciada pelas monções do oceano Índico, que geralmente acontecem entre outubro e março. Uma média de 300 mm de chuvas ocorre durante este período, que representa cerca de 60% da precipitação anual.

### Biodiversidade

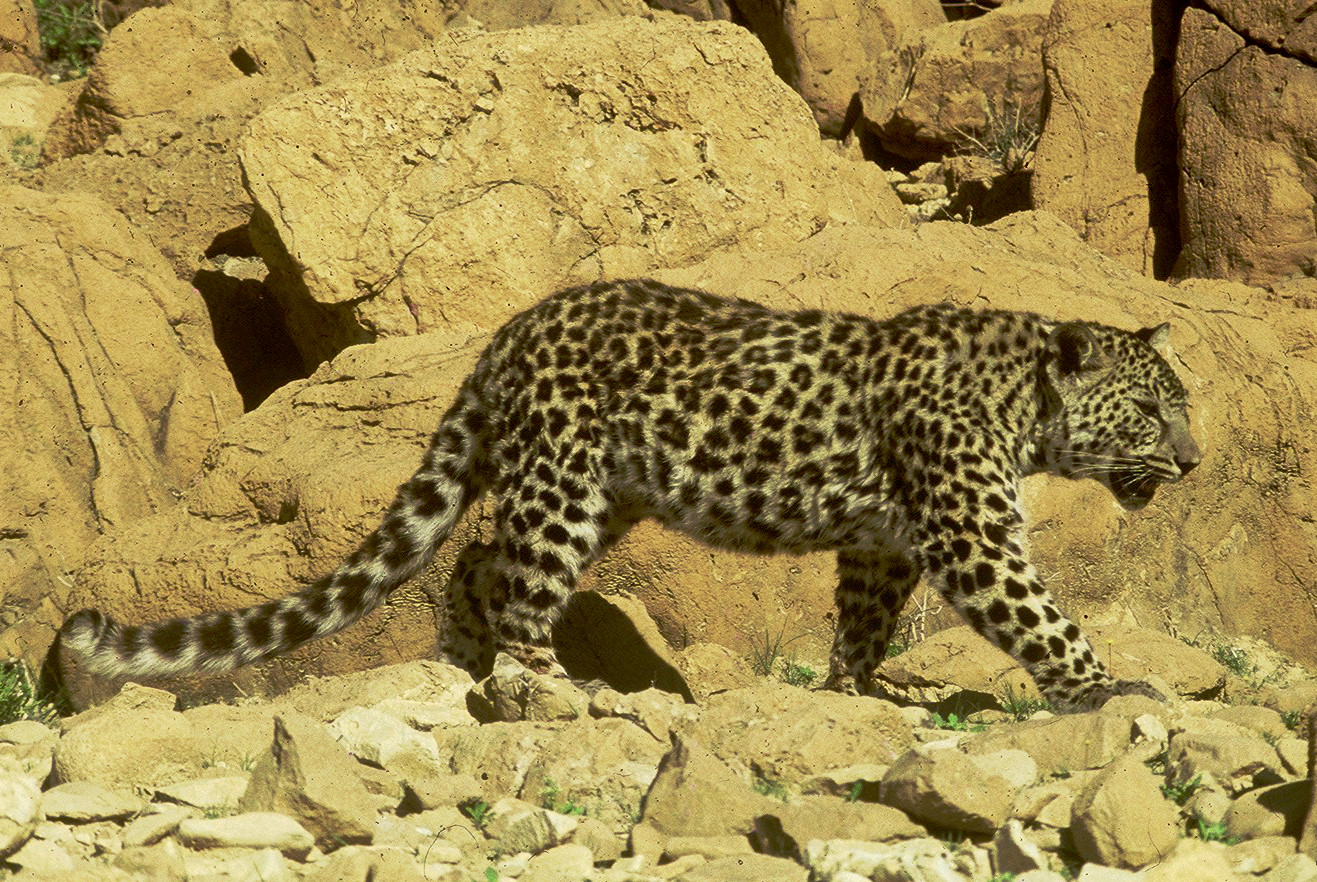
O leopardo-árabe

A vida animal inclui lobos, hienas, babuínos e lebres, entre outros. Animais maiores, como gazelas, órix e leopardos eram relativamente numerosos até os anos 1950, quando a caça feita com veículos a motor reduziu a população destes animais quase à extinção. Aves incluem falcões (que são capturados e treinados para a caça), águias, abutres e outros tantos. Existem várias espécies de cobras, muitas das quais são venenosas, e vários tipos de lagartos.
Há uma grande variedade de vida marinha animal no Golfo Pérsico. Entre os animais domesticados estão camelos, ovelhas, cabras, burros e galinhas. Refletindo condições desérticas do país, a vida das plantas da Arábia Saudita consiste principalmente de pequenas ervas e arbustos que necessitam de pouca água. Existem algumas pequenas áreas de grama e árvores em Assir. A tamareira (Phoenix dactylifera) é comum no país.

### Disponibilidade de água

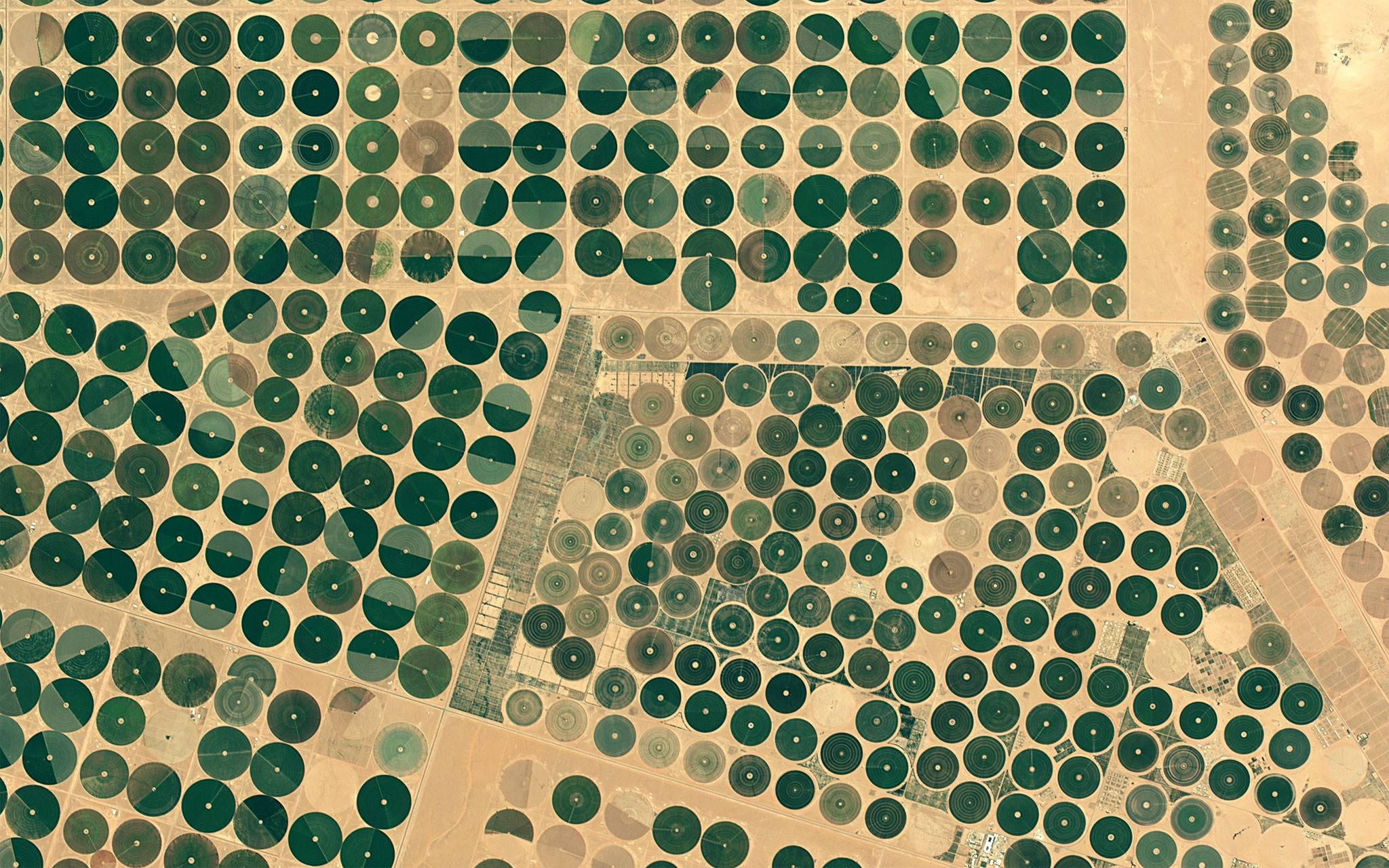
Imagem de satélite de irrigações circulares no deserto saudita

A região não tem lagos ou rios, de modo que a Arábia Saudita consiste no maior país do mundo sem a presença de nenhum desses grandes corpos hídricos.
Por isso, o país sofre com a escassez de água e para suprir essa necessidade realiza a dessalinização da água. A capital Riad é abastecida com água transportada por 370 km do Golfo da Arábia para então ser dessalinizada. Com o aperfeiçoamento da tecnologia, os custos do processo têm diminuído. Outra tentativa envolve a procura por água em aquíferos subterrâneos. Em março de 2010, o processo foi iniciado por cientistas alemães contratados pelo governo saudita que têm feito a abertura de buracos com até 2 mil metros de profundidade.
Na Arábia Saudita, assim como em outros países do Oriente Médio, a agricultura é feita principalmente através do sistema de pivô central de irrigação, onde se capta a água subterrânea dos lençóis freáticos que ficam abaixo do deserto. Isso explica a presença de plantações circulares em regiões completamente inóspitas do deserto da Arábia Saudita. Cerca de 85% da água disponível na Arábia Saudita é utilizada na agricultura.

## Demografia

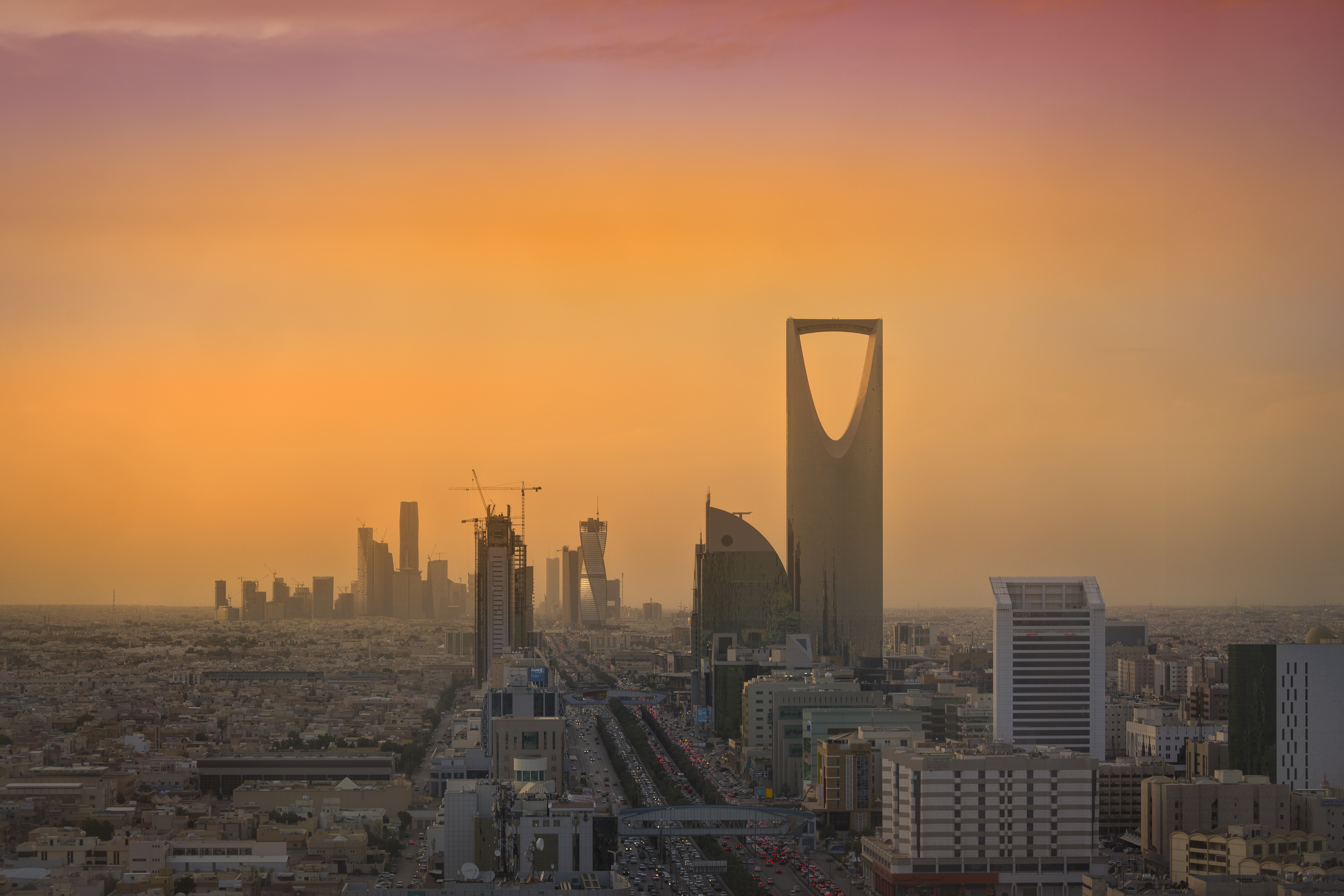
Riade, capital e maior cidade do país

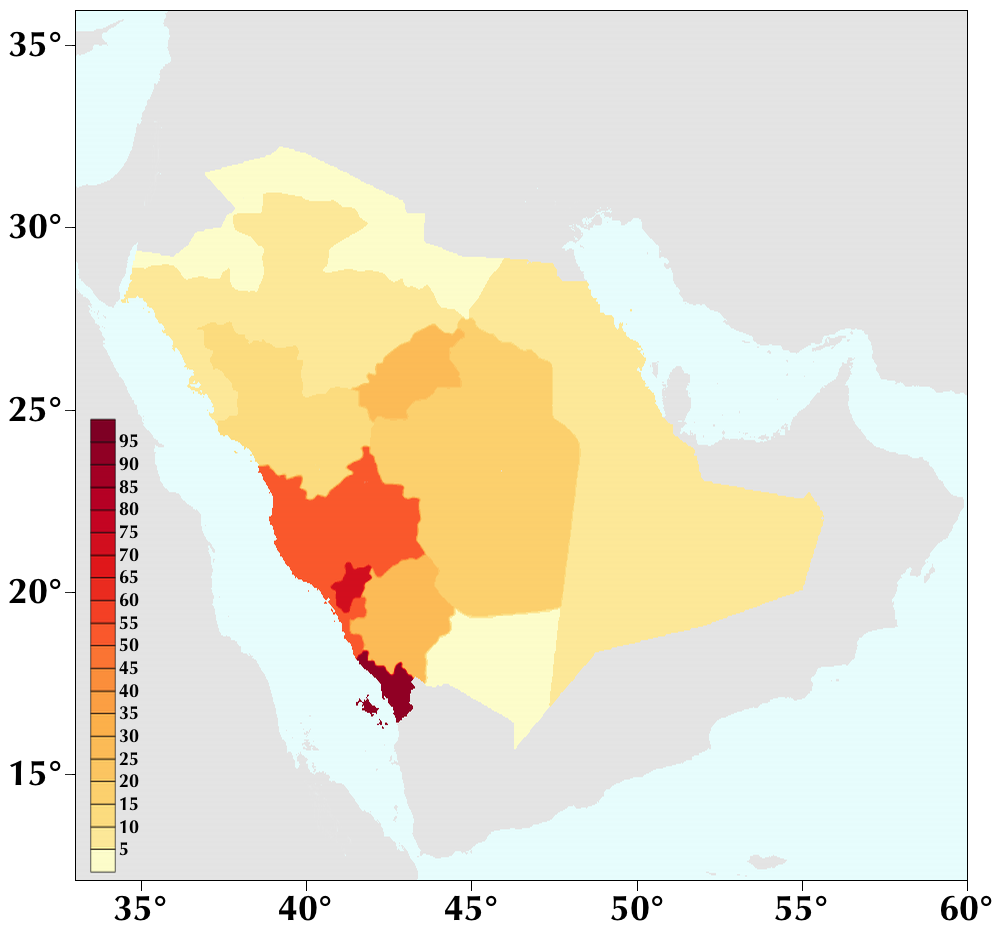
Densidade demográfica da Arábia Saudita (pessoas por km²)

### Composição étnica
A população da Arábia Saudita em julho de 2018 era estimada em 33,5 milhões pessoas, incluindo 8 429 401 estrangeiros. Em 1950, a Arábia Saudita tinha uma população de cerca de 3 milhões de pessoas. A composição étnica de seus cidadãos é feita por árabes sauditas (50%), outros árabes (35%, inclui egípcios, sudaneses, líbios, etc.) afro-asiáticos (10%) e beduínos (5%). Até os anos 1960, a maioria da população do país era nômade, mas atualmente mais de 95% da população é urbana, devido ao crescimento econômico e urbano acelerado. Recentemente, no início da década 60 do Século XX, a população escrava da Arábia Saudita foi estimada em 300 mil pessoas. A escravidão foi oficialmente abolida no país apenas em 1962.

### Imigração
O CIA World Factbook estima que, em 2013, os estrangeiros que vivem na Arábia Saudita compunham cerca de 21% da população do país. Outras fontes relatam estimativas diferentes. Existem 1,3 milhão de indianos; 900 mil paquistaneses; 900 mil egípcios; 800 mil iemenitas; 500 mil bangladeshianos, 500 mil filipinos; 500 mil jordanos/palestinos; 260 mil indonésios; 250 mil cingaleses; 350 mil sudaneses; 250 mil sírios; e 100 mil turcos no país. Além disso, existem cerca de 100 mil ocidentais na Arábia Saudita, a maior parte dos quais vivem em condomínios fechados.
A Arábia Saudita expulsou 800 mil iemenitas do país entre 1990 e 1991. Estima-se que 240 mil palestinos vivam no país e eles não estão autorizados a manter ou até mesmo solicitar a cidadania saudita, por causa de instruções da Liga Árabe que barram que os Estados árabes de concedam-lhes cidadania. Os palestinos são o único grupo estrangeiro que não pode se beneficiar de uma lei de 2004 aprovada pelo Conselho de Ministros da Arábia Saudita e que dá direito a expatriados de todas as nacionalidades e que tenham residido no reino por no mínimo dez anos para de requerer a cidadania, sendo dada prioridade às pessoas melhores qualificadas. Os artigos 12.4 e 14.1 do Regulamento Executivo do Sistema de Cidadania Saudita podem ser interpretados como uma exigência de que os candidatos sejam muçulmanos. A Arábia Saudita criou uma barreira na fronteira com o Iêmen para impedir que o afluxo de imigrantes ilegais e o tráfico de drogas e armas alcance o país.

### Religião

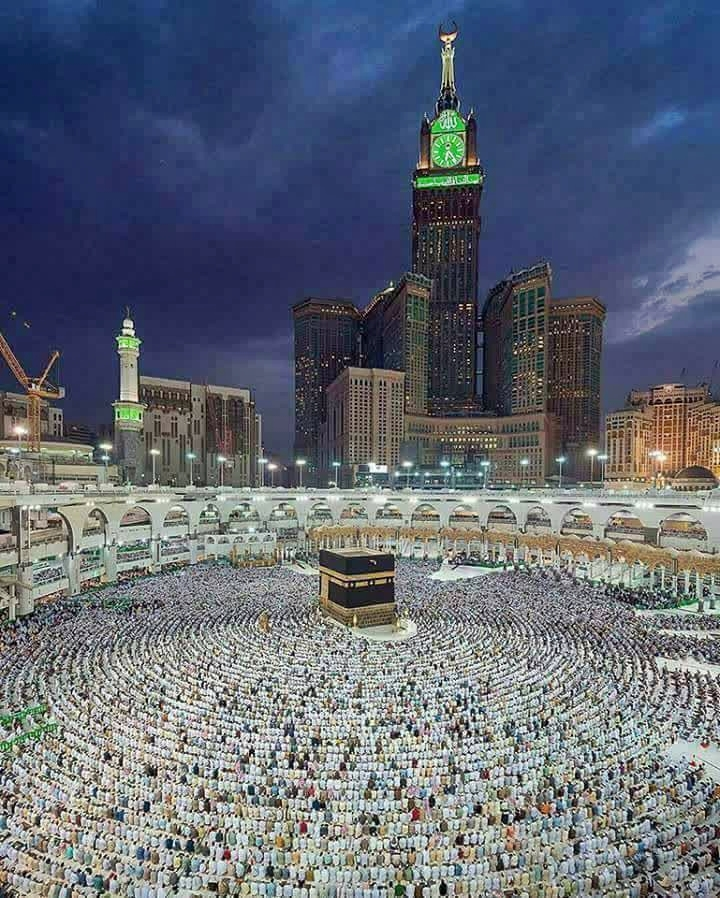
Multidão ao redor da Caaba (cubo negro no centro) na Grande Mesquita, em Meca, o local mais sagrado do islamismo e um importante ponto de peregrinação

Há cerca de 25 milhões de pessoas no país que são muçulmanas, ou 97% da população total. Os dados para a Arábia Saudita vêm principalmente de pesquisas à população em geral, que são menos confiáveis do que censos ou pesquisas demográficas e de saúde em larga escala para estimar minorias e maiorias populacionais. Entre 85 e 90% dos sauditas são sunitas, enquanto os xiitas representam entre 10 e 15% da população muçulmana.
A forma oficial e dominante do islamismo sunita na Arábia Saudita é conhecida como uaabismo (sendo que alguns consideram este termo pejorativo, preferindo o uso do termo salafismo). Fundado na Península Arábica por Maomé ibne Abdal Uaabe no século XVIII, esse movimento é muitas vezes descrito como "puritano", "intolerante" ou "ultraconservador". Entretanto, os proponentes consideram que seus ensinamentos procuram purificar a prática do islamismo de quaisquer inovações ou práticas que se desviam dos ensinamentos do profeta Maomé e de seus seguidores do século VII. Os muçulmanos xiitas enfrentam perseguição no emprego e em cerimônias religiosas.
Em 2010, o Departamento de Estado dos Estados Unidos afirmou que na Arábia Saudita "a liberdade de religião não é reconhecida ou protegida sob a lei e é severamente restrita na prática" e que "as políticas do governo continuam a colocar graves restrições à liberdade religiosa" no país. Nenhuma outra religião que não seja o islamismo pode ser praticada, embora haja cerca de um milhão de cristãos no país, quase todos trabalhadores estrangeiros. Na Arábia Saudita igrejas ou outros templos não muçulmanos são proibidos. Mesmo a realização de orações de forma privada é proibida na prática e a polícia religiosa saudita supostamente investiga regularmente as casas de cristãos. Os trabalhadores estrangeiros têm que comemorar o Ramadã, mas não estão autorizados a celebrar o Natal ou a Páscoa. A conversão por muçulmanos para outra religião (apostasia) é punida com a pena de morte, embora não tenha havido relatos confirmados de execuções por apostasia nos últimos anos. O proselitismo religioso por não muçulmanos é ilegal e o último sacerdote cristão foi expulso da Arábia Saudita em 1985. De acordo com a Human Rights Watch, a minoria xiita do país sofre discriminação sistemática do governo saudita na educação, no sistema judiciário e em suas liberdades, especialmente a religiosa. Várias restrições são impostas para a celebração pública de festas xiitas, como o Ashura.
A Arábia Saudita financia a construção de mesquitas por todo o mundo ocidental, (incluído Portugal) que espalham a sua versão do Islão, e ofereceu-se para construir 200 mesquitas na Alemanha para os refugiados sírios, apesar de se recusar a recebê-los no seu território. Financia também com generosas quantias muitas universidades no mundo ocidental. Segundo os relatos do jornalista Stephen Pollard, só entre 1995 e 2008, oito universidades britânicas — Oxford, Cambridge, Durham, University College London, a London School of Economics, Exeter, Dundee and City — aceitaram mais de 233 milhões de libras de governantes sauditas e outros do Médio Oriente. Uma grande parte dessas verbas foi para centros de estudos islâmicos, como o Oxford Centre for Islamic Studies que recebeu 75 milhões. Em dezembro de 2015, Sigmar Gabriel, vice-chanceler alemão, acusou os sauditas de financiarem o extremismo islâmico no Ocidente.

## Governo e política
A Arábia Saudita é uma monarquia absoluta teocrática, embora, de acordo com a Lei Básica da Arábia Saudita adotada por decreto real em 1992, o rei deve estar de acordo com a Sharia (isto é, a lei islâmica) e o Alcorão. O Alcorão e a Sunnah (as tradições de Maomé) são declarados como a constituição e nenhuma constituição moderna já foi escrita para o país. A Arábia Saudita é o único país árabe onde nunca houve eleições nacionais, desde a sua criação. Partidos políticos ou eleições nacionais são proibidas e, de acordo com Índice de Democracia de 2010 feito The Economist, o governo saudita era o sétimo regime mais autoritário do mundo, entre os 167 países avaliados na pesquisa.
Na ausência de eleições nacionais e de partidos políticos, a política na saudita ocorre em duas arenas distintas: entre a família real, a Casa de Saud, e entre os monarcas e o resto da sociedade. Fora da família Saud, a participação no processo político é limitada a um pequeno segmento da população e assume um tipo de consultoria da família real sobre decisões importantes. Este processo não é divulgado pela mídia local.
Por costume, todos os homens maiores de idade têm o direito de petição ao rei diretamente através da reunião tribal tradicional conhecida como majlis. Em muitos aspectos, a abordagem de governo difere pouco do sistema tradicional de regra tribal. A identidade tribal continua forte no país e, fora da família real, a influência política é frequentemente determinada pela afiliação tribal, com xeques tribais mantendo um grau considerável de influência sobre eventos locais e nacionais. Como mencionado anteriormente, nos últimos anos tem havido medidas limitadas para ampliar a participação política, como a criação do Conselho Consultivo no início de 1990 e do Fórum de Diálogo Nacional em 2003.
O governo da família Saud enfrenta oposição política a partir de quatro fontes: ativismo islâmico sunita, principalmente a região Oriental; críticos liberais; minoria xiita; e antigos adversários tribais e regionais (por exemplo, no Hejaz). Destes, os ativistas islâmicos foram a ameaça mais importante para o regime e nos últimos anos perpetraram uma série de atos violentos ou terroristas no país. No entanto, protestos populares abertamente contra o governo, mesmo que pacíficos, não são tolerados.

### Forças armadas

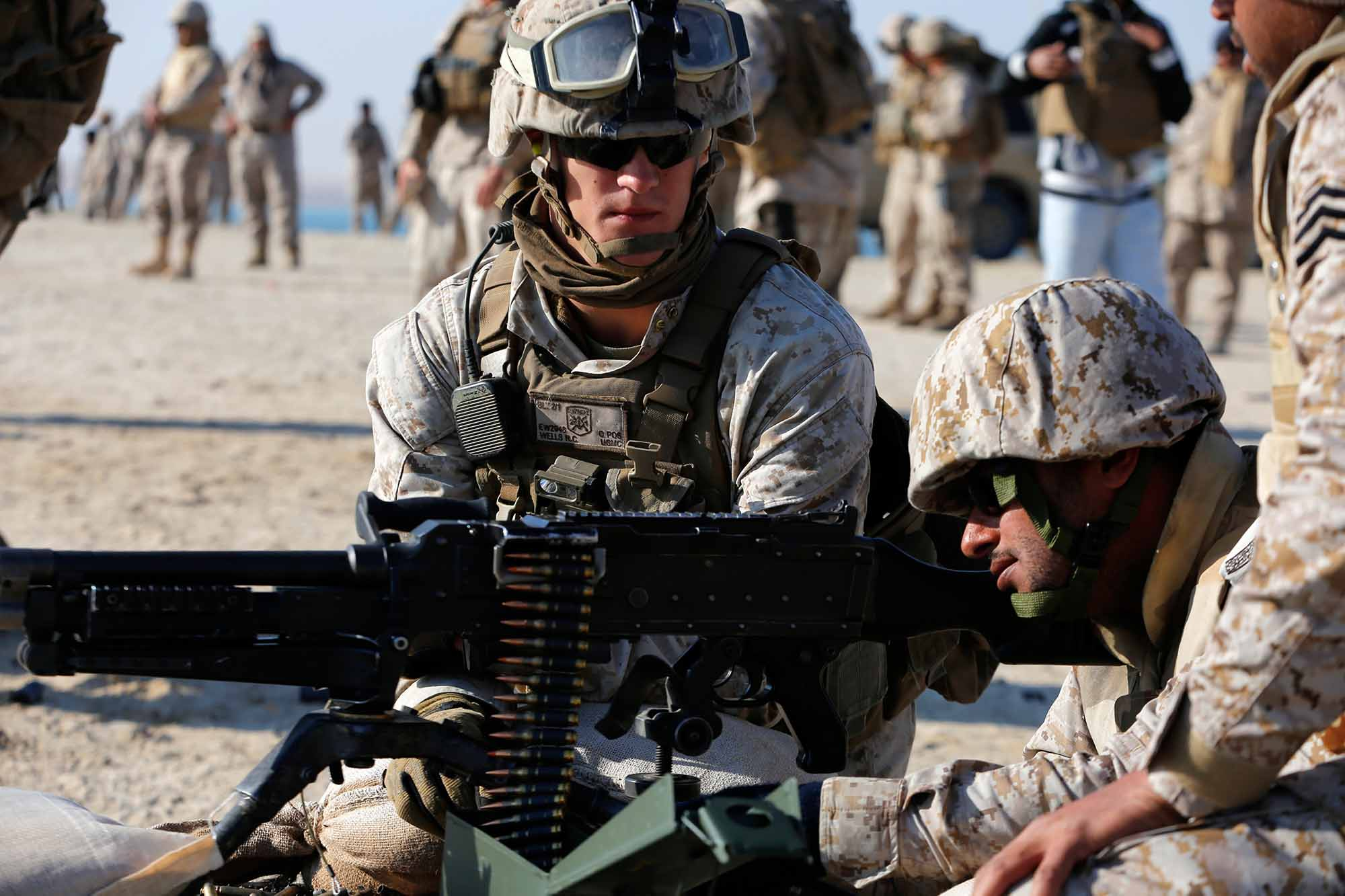
Tropas sauditas e estadunidenses treinam em dezembro de 2014

A Arábia Saudita tem uma das maiores porcentagens de gastos militares do mundo, gastando cerca de 8% de seu PIB em suas forças armadas, de acordo com a estimativa do SIPRI para 2020. As Forças Armadas da Arábia Saudita consiste nas Exército, Força Aérea, Marinha, Defesa Aérea Real, Guarda Nacional (uma força militar independente) e forças paramilitares, totalizando quase 200 mil soldados em serviço. Em 2005, as forças armadas contavam com o seguinte pessoal: exército, 75 mil; a força aérea, 18 mil; defesa aérea, 16 mil; a marinha, 15,5 mil (incluindo três mil fuzileiros navais); e o Guarda Nacional tinha 75 mil soldados ativos e 25 mil soldados tribais.
O reino tem uma relação militar de longa data com o Paquistão, há muito se especula que a Arábia Saudita financiou secretamente o programa atômico do Paquistão e pretende comprar armas atômicas paquistanesas em um futuro próximo. A Guarda Nacional não é uma reserva, mas uma força de linha de frente totalmente operacional e se originou da força tribal militar-religiosa de Ibn Saud, os Ikhwan, Sua existência moderna, no entanto, pode ser atribuída ao fato de ser efetivamente o exército privado de Abdullah desde 1960 e, ao contrário do resto das forças armadas, é independente do Ministério da Defesa e Aviação.
Os gastos com defesa e segurança aumentaram significativamente desde meados da década de 1990 e eram cerca de 78,4 bilhões de dólares em 2019. A Arábia Saudita está entre as dez maiores do mundo em gastos do governo com suas forças armadas, representando cerca de 8%do PIB em 2019. Seu arsenal de alta tecnologia faz da Arábia Saudita uma das nações mais densamente armadas do mundo, com seu equipamento militar sendo fornecido principalmente pelos Estados Unidos, França e Reino Unido.
Os Estados Unidos venderam mais de 80 bilhões de dólares em equipamentos militares entre 1951 e 2006 para os militares sauditas. Em 20 de outubro de 2010, o Departamento de Estado dos Estados Unidos notificou o Congresso de sua intenção de realizar a maior venda de armas da história estadunidense — uma compra estimada de 60,5 bilhões de dólares pelo Reino da Arábia Saudita. O pacote representa uma melhoria considerável na capacidade ofensiva das forças armadas sauditas. Em 2013, os gastos militares sauditas subiram para 67 bilhões de dólares, ultrapassando o do Reino Unido, França e Japão, ficando em quarto lugar globalmente.

### Sistema legal
A Lei Básica, em 1992, declarou que a Arábia Saudita é uma monarquia governada pelos descendentes de Ibn Saud. Também declarou o Alcorão como a constituição do país, governado com base na lei islâmica. Questões criminais são julgadas em tribunais da Sharia no país. Esses tribunais exercem autoridade sobre toda a população. Casos envolvendo pequenas penalidades são julgados em tribunais sumários da Sharia. A maioria dos crimes graves são julgados em tribunais da Sharia de questões comuns. Tribunais de recurso julgam os recursos dos tribunais da Sharia. Causas também podem ser julgados em tribunais da Sharia, com uma exceção: os xiitas podem julgar casos desse tipo em seus próprios tribunais. Outros processos cíveis, incluindo os que envolvem queixas contra o governo e a execução de sentenças estrangeiras, são submetidos inicialmente a tribunais administrativos especializados, tais como a Comissão para a Resolução de Conflitos Laborais e o Conselho de Queixas. As principais fontes de direito saudita são a fiqh hanbali, consagrada em vários tratados acadêmicos especificados por juristas competentes, outras escolas de direito, as regulamentações estatais e decretos reais (quando estes são relevantes), e o costume e a prática.

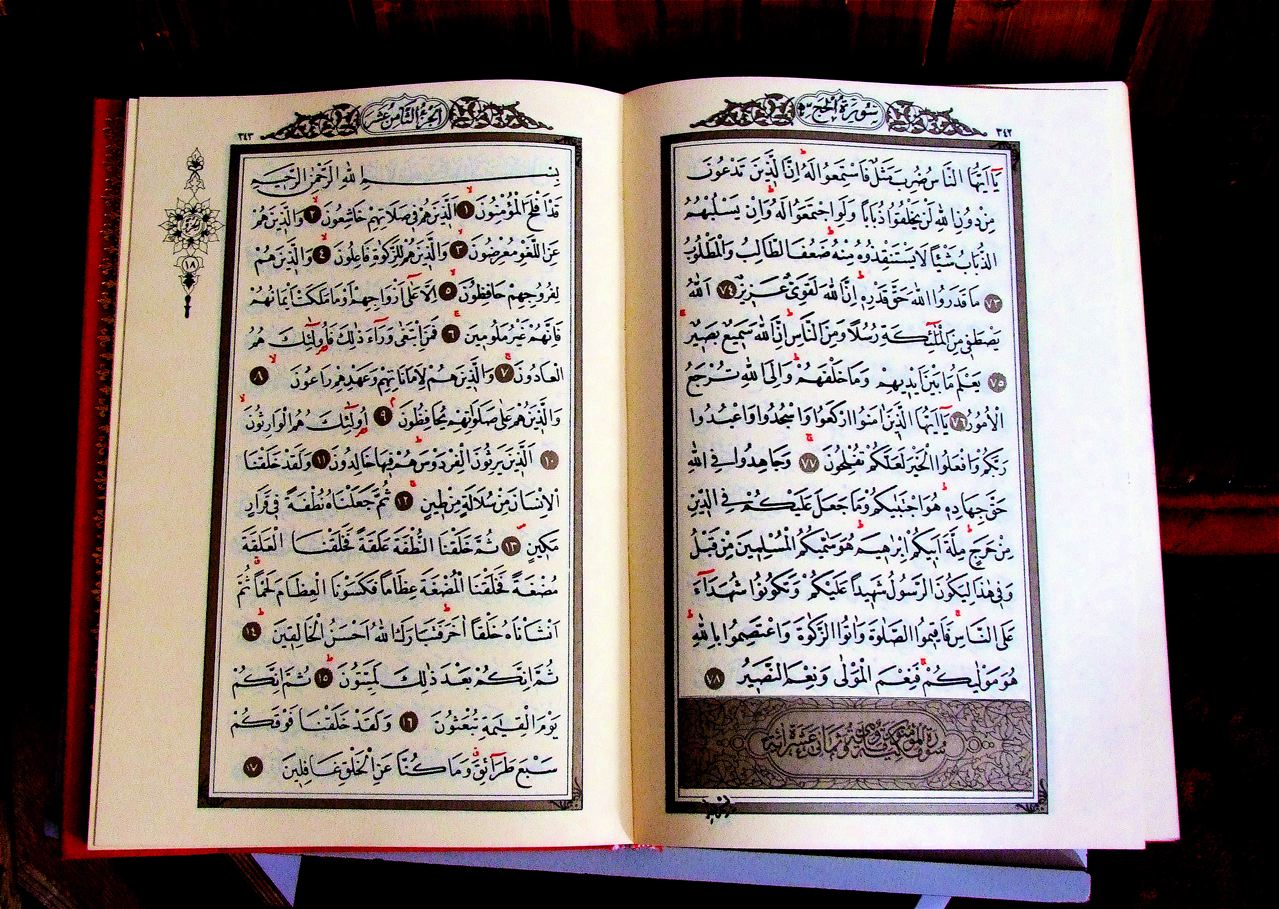
O Alcorão é a constituição oficial do país e a primeira fonte de direito civil. A Arábia Saudita é o único país que transformou um texto religioso em político

O sistema legal saudita prescreve pena de morte ou castigo físico, incluindo amputação das mãos e dos pés para certos crimes, como apostasia ou blasfêmia, assassinato, roubo, estupro, feitiçaria, contrabando de drogas, atividade homossexual e adultério. O roubo é punível com a amputação da mão, embora raramente seja fixada para a primeira ofensa. Os tribunais podem impor outras penas severas, como flagelações para crimes menos graves contra a moralidade pública, como a embriaguez. Homicídio, morte acidental e lesão corporal estão abertas à punição pela família da vítima. Retribuição pode ser pedida em espécie ou através de dinheiro. O dinheiro de sangue (diyah) a pagar pela morte acidental de uma mulher ou de um homem cristão é a metade do que para um homem muçulmano. A Xaria não assume uma igualdade dos indivíduosː tanto as regras de casos civis como a aplicação de penas criminais distinguem entre homens e mulheres, muçulmanos e não muçulmanos, livres e escravos, e em muitos casos até entre classes sociais.
A Human Rights Watch e o Relatório sobre a Liberdade Religiosa dos Estados Unidos observam que nos tribunais da Arábia Saudita, "o cálculo da indemnização por morte acidental ou lesão é discriminatório. No caso de um tribunal proferir uma sentença a favor de um queixoso que seja judeu ou cristão, o queixoso só tem direito a receber 50 por cento da indemnização que um muçulmano do sexo masculino receberia; todos os outros não muçulmanos (budistas, hindus, jainistas, sikhs, animistas, ateus) só têm direito a receber 1/16 da quantia que um muçulmano do sexo masculino receberia".
O sistema de "dinheiro de sangue" (diyah) na Arábia Saudita tem sido muito controverso, como num caso ocorrido em Fevereiro de 2013, em que um pai (um clérigo) violou, torturou e assassinou a sua filha de cinco anos, alegadamente por duvidar da sua virgindade, mas evitou a prisão pagando uma soma avultada em dinheiro à mãe da criança, sua ex-mulher. Os assassinatos devido à "honra" também não são punidos tão severamente como o assassinato comum. Isto geralmente decorre do fato de que os assassinatos devidos à "honra" — além de vitimarem na sua maioria mulheres — ocorrerem dentro de uma família e serem considerados como compensadores de algum ato "desonroso" cometido. A escravidão só foi abolida em 1962. Muitas leis relacionadas a esta implicam punições severas, como flagelações por ingressar com o tipo incorreto de visto. Com o pretexto religioso, a Arábia Saudita era o único país onde as mulheres estavam proibidas de dirigir, até Junho de 2018.

### Relações internacionais

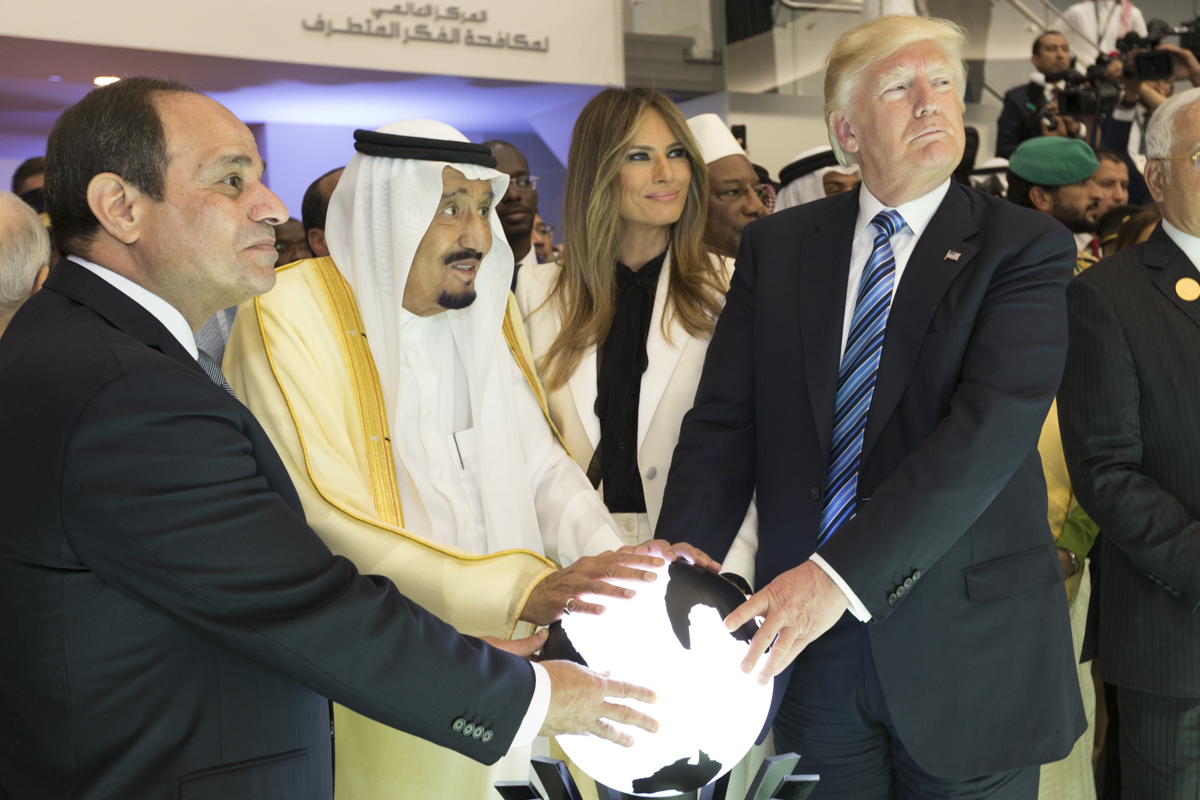
Donald Trump e Melania Trump com Salman bin Abdulaziz Al Saud e Abdel Fattah Al Sisi, 21 de maio de 2017

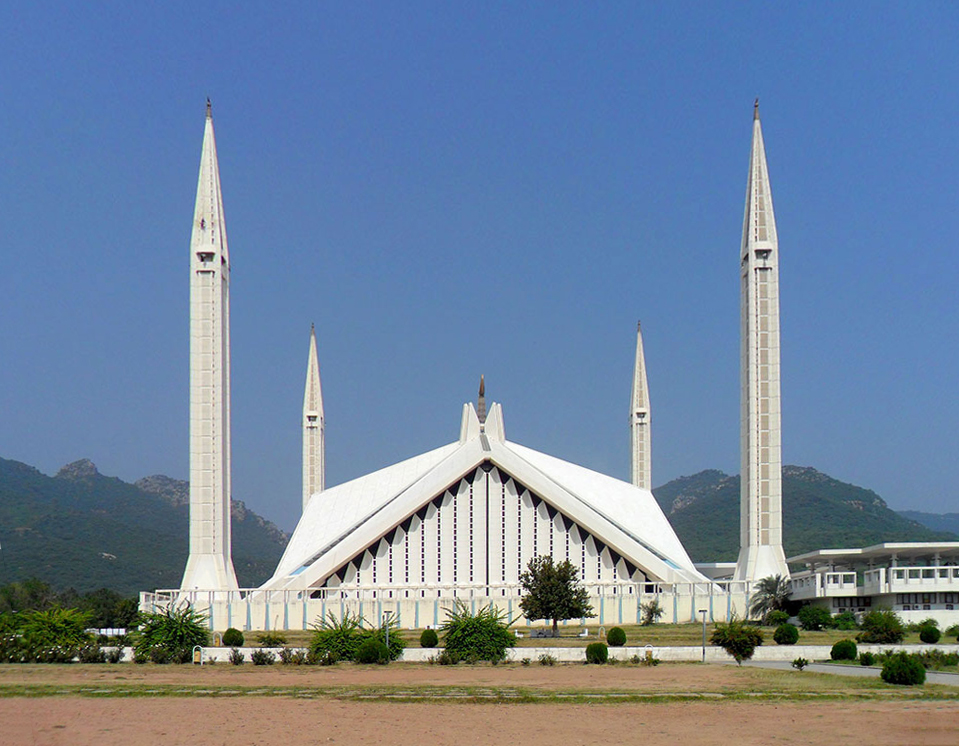
A Mesquita Faisal em Islamabad recebeu o nome de um rei saudita. O reino é um forte aliado do Paquistão. O WikiLeaks afirmou que os sauditas estão "há muito acostumados a ter um papel significativo nos assuntos do Paquistão"

A Arábia Saudita juntou-se à Organização das Nações Unidas (ONU) em 1945 e é membro fundador da Liga Árabe, do Conselho de Cooperação do Golfo, da Liga Muçulmana Mundial e da Organização para a Cooperação Islâmica. O país desempenha um papel proeminente no Fundo Monetário Internacional e no Banco Mundial e, em 2005, ingressou na Organização Mundial do Comércio. A Arábia Saudita apoia a formação pretendida da União Aduaneira Árabe em 2015 e de um mercado comum árabe até 2020, conforme anunciado na cúpula da Liga Árabe de 2009.
Desde 1960, como membro fundador da Organização dos Países Exportadores de Petróleo (OPEP), sua política de preços do petróleo tem sido geralmente estabilizar o mercado mundial do recurso e tentar moderar os movimentos bruscos dos preços para não prejudicar as economias ocidentais. Em 1973, a Arábia Saudita e outras nações árabes impuseram um embargo ao petróleo contra os Estados Unidos, Reino Unido, Japão e outras nações ocidentais que apoiaram Israel na Guerra do Yom Kippur em outubro de 1973. O embargo causou uma crise do petróleo com muitos efeitos de curto e longo prazo na política global e na economia global.
Entre meados da década de 1970 e 2002, a Arábia Saudita gastou mais de 70 bilhões de dólares em "ajuda externa ao desenvolvimento". No entanto, há evidências de que a grande maioria foi, de fato, gasta na propagação e extensão da influência do wahhabismo em detrimento de outras formas do Islã. Tem havido um intenso debate sobre se a ajuda saudita e o wahabismo fomentaram o extremismo nos países receptores. As duas principais alegações são que, por sua natureza, o wahabismo encoraja a intolerância e promove o terrorismo. Contando apenas os países de maioria não muçulmana, a Arábia Saudita pagou pela construção de 1 359 mesquitas, 210 centros islâmicos, 202 faculdades e duas mil escolas.
A Arábia Saudita e os Estados Unidos são aliados estratégicos, e desde que o ex-presidente Barack Obama assumiu o cargo em 2009, os Estados Unidos venderam 110 bilhões de dólares em armas para a Arábia Saudita. No entanto, a relação entre a Arábia Saudita e os Estados Unidos tornou-se tensa e testemunhou um grande declínio durante os últimos anos da administração Obama, embora ele tenha autorizado as forças estadunidenses a fornecer apoio logístico e de inteligência aos sauditas em sua intervenção militar no Iêmen, estabelecendo uma célula de planejamento de coordenação conjunta com os militares sauditas que estão ajudando a gerenciar a guerra, e a CIA usou bases sauditas para usar drones no Iêmen. Na primeira década do século XXI, a Arábia Saudita pagou aproximadamente 100 milhões de dólares a empresas estadunidenses para fazer lobby' junto ao governo dos Estados Unidos. Em 20 de maio de 2017, o ex-presidente Donald Trump e o rei Salman assinaram uma série de cartas de intenções para a Arábia Saudita comprar armas dos Estados Unidos totalizando 110 bilhões de dólares imediatamente e 350 bilhões de dólares em 10 anos.
Nos mundos árabe e muçulmano, a Arábia Saudita é considerada pró-ocidental e pró-estadunidense e é certamente um aliado de longa data dos Estados Unidos. No entanto, isso e o papel da Arábia Saudita na Guerra do Golfo de 1991, particularmente o estacionamento de tropas estadunidenses em solo saudita a partir de 1991, levou ao desenvolvimento de uma resposta islâmica hostil internamente. Como resultado, a Arábia Saudita, até certo ponto, se distanciou dos Estados Unidos e, por exemplo, recusou-se a apoiar ou participar da invasão do Iraque em 2003.
As consequências da invasão do Iraque em 2003 e da Primavera Árabe aumentaram o alerta dentro da monarquia saudita com o aumento da influência do Irã na região. Esses temores foram refletidos nos comentários do Rei Abdullah, que instou privadamente os Estados Unidos a atacar o Irã e "cortar a cabeça da cobra". A tentativa de aproximação entre os Estados Unidos e o Irã que começou em segredo em 2011 foi considerada temida pelos sauditas e, durante a corrida para o acordo amplamente bem-vindo sobre o programa nuclear iraniano, Robert Jordan, que foi embaixador estadunidense em Riade de 2001 a 2003, disse que "o pior pesadelo dos sauditas seria o governo [Obama] fechar um grande negócio com o Irã."

#### Acusações de apoio ao terrorismo islâmico

Bandeira da Al-Qaeda, um grupo terrorista transnacional formado por Osama bin Laden, um cidadão saudita de origem iemenita e síria que perdeu seu passaporte saudita em 1994

De acordo com o primeiro-ministro do Iraque, Nouri al-Maliki, em março de 2014, a Arábia Saudita, juntamente com o Catar, forneceram apoio político, financeiro e da mídia a terroristas contra o governo iraquiano. Da mesma forma, o presidente da Síria, Bashar al-Assad, observou que as fontes da ideologia extrema da organização terrorista Estado Islâmico do Iraque e do Levante (ISIS) e de outros grupos extremistas salafistas são o wahabismo que tem sido apoiado pela família real da Arábia Saudita.
As relações com os Estados Unidos ficaram tensas após os ataques terroristas de 11 de setembro. Políticos e a mídia estadunidenses acusaram o governo saudita de apoiar o terrorismo e tolerar uma cultura jihadista. Na verdade, Osama bin Laden e 15 dos 19 sequestradores dos atentados de 11 de setembro eram sauditas; na Raqqa ocupada pelo ISIS, em meados de 2014, todos os 12 juízes eram sauditas. O memorando do Departamento de Estado dos Estados Unidos que vazou, datado de 17 de agosto de 2014, diz que "os governos do Catar e da Arábia Saudita … estão fornecendo apoio financeiro e logístico clandestino ao ISIS e outros grupos radicais na região." A então secretária de Estado, Hillary Clinton, disse: "a Arábia Saudita continua sendo uma base de apoio financeiro crítico para a Al Qaeda, o Talibã, LeT e outros grupos terroristas … Os doadores na Arábia Saudita constituem a fonte mais significativa de financiamento para grupos terroristas sunitas em todo o mundo". O ex-diretor da CIA, James Woolsey, descreveu o país como "o solo em que a Al-Qaeda e suas organizações terroristas irmãs estão florescendo".
O governo saudita nega essas alegações ou que exporta extremismo religioso ou cultural. Em abril de 2016, a Arábia Saudita ameaçou vender 750 bilhões de dólares em títulos do tesouro e outros ativos dos Estados Unidos se o Congresso aprovasse um projeto de lei que permitiria ao governo saudita ser processado pelo 11 de setembro. Em setembro de 2016, o Congresso aprovou a Lei de Justiça Contra os Patrocinadores do Terrorismo, que permitiria aos parentes das vítimas dos ataques de 11 de setembro processar a Arábia Saudita pelo suposto papel de seu governo nos ataques. O Congresso rejeitou esmagadoramente o veto do presidente Barack Obama.
De acordo com Sir William Patey, ex-embaixador britânico na Arábia Saudita, o reino financia mesquitas em toda a Europa que se tornaram focos de extremismo. "Eles não estão financiando o terrorismo. Eles estão financiando outra coisa, que pode levar os indivíduos a se radicalizarem e se tornarem alimento para o terrorismo", disse Patey. Ele disse que a Arábia Saudita tem financiado uma ideologia que leva ao extremismo e os líderes do reino não estão cientes das consequências.

### Direitos humanos

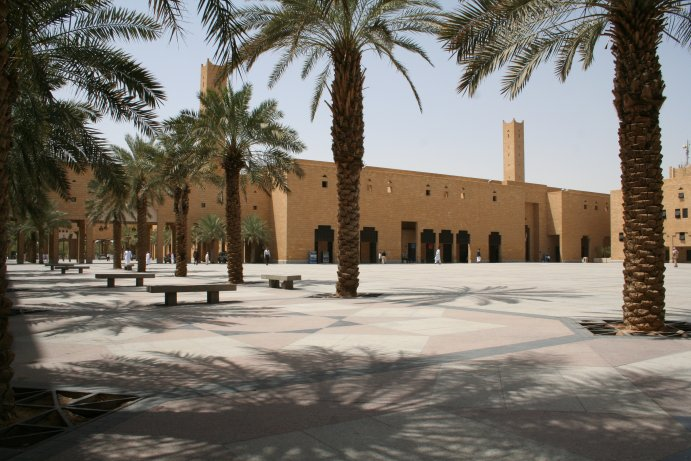
Praça Dira, em Riade, onde pessoas são regularmente decapitadas e têm membros amputados

A Arábia Saudita tem sido muito criticada por seu histórico de desrespeito aos direitos humanos. As questões que têm atraído fortes críticas incluem a posição extremamente desvantajosa das mulheres dentro da sociedade saudita, a discriminação religiosa e a falta de liberdade religiosa e política. Entre 1996 e 2000, a Arábia Saudita aderiu a quatro convenções da Organização das Nações Unidas (ONU) sobre direitos humanos e, em 2004, o governo aprovou a criação da Sociedade Nacional para os Direitos Humanos (SNDH), composta por funcionários do governo, para monitorar sua implementação. As atividades da SNDH têm sido limitadas e subsistem dúvidas sobre a sua neutralidade e independência. A Arábia Saudita continua a ser um dos poucos países do mundo que não aceitam a Declaração Universal dos Direitos Humanos da ONU. Em resposta às críticas contínuas de seu histórico de direitos humanos, o governo saudita aponta para o caráter islâmico especial de seu país e afirma que isso justifica uma ordem social e política diferente da do resto do mundo.
As sentenças capitais e amputações são habitualmente levadas a cabo em público, na praça Dira, em Riade, a capital, todas as sextas-feiras. Os prisioneiros muitas vezes desconhecem que estão prestes a ser executados. São levados para a praça pública, vendados, obrigados a ajoelhar-se e decapitados. A lei é vaga e permite todos os atropelos: os condenados não têm direito a defesa e muitas confissões são obtidas mediante tortura.

Em 2 de outubro de 2018, o jornalista saudita Jamal Khashoggi, desapareceu depois de entrar no consulado saudita em Istambul, na Turquia, para tratar de documentação. Segundo fontes do governo turco, há gravações de áudio e vídeo que provam ter sido torturado, assassinado e desmembrado dentro do consulado por uma equipa de execução de quinze elementos. A Arábia Saudita acabou por admitir que o jornalista foi morto no consulado durante uma luta; o então Presidente dos EUA, Donald Trump, criticou a explicação dada, mas adiantou que a Arábia Saudita era um "incrível aliado", e que os EUA não deixariam que o episódio interrompesse a sua mais recente e substancial encomenda de armas para aquele país.
A minoria xiita que vive no país, principalmente na região Oriental, é submetida a discriminação institucionalizada pelo governo, além de desigualdade econômica e repressão política. De acordo com um estudo conduzido pelo Dr. Al- Nura Suwaiyan, diretor do programa de segurança da família no Hospital da Guarda Nacional, uma em cada quatro crianças são abusadas sexualmente na Arábia Saudita. A Sociedade Nacional de Direitos Humanos informou que quase 45% dos crianças do país estão enfrentando algum tipo de abuso e violência doméstica. O tráfico de mulheres também é considerado um problema particular na Arábia Saudita, devido ao grande número de trabalhadoras domésticas estrangeiras no país, sendo muitas delas vítimas de abuso e tortura.
O sistema kafala, presente também em vários outros países muçulmanos, rege as condições e processos de emprego dos estrangeiros. Sob este sistema, todos os não sauditas presentes no país para trabalhar devem ter um patrocinador, o qual é normalmente arranjado com meses de antecedência. Os patrocinadores geralmente confiscam-lhes os passaportes; o sistema permite toda a espécie de abusos, especialmente sobre mulheres, bem documentados em artigos e livros, vários deles acentuando o caráter trágico-cómico das situações vividas no país.
A fim de melhorar a sua imagem em França, a Arábia Saudita encomendou em 2015 os serviços de quatro agências francesas de comunicação e relações com a imprensa, pagas a peso de ouro: Publicis, Image 7, Edile Consulting e uma outra.

#### Mulheres

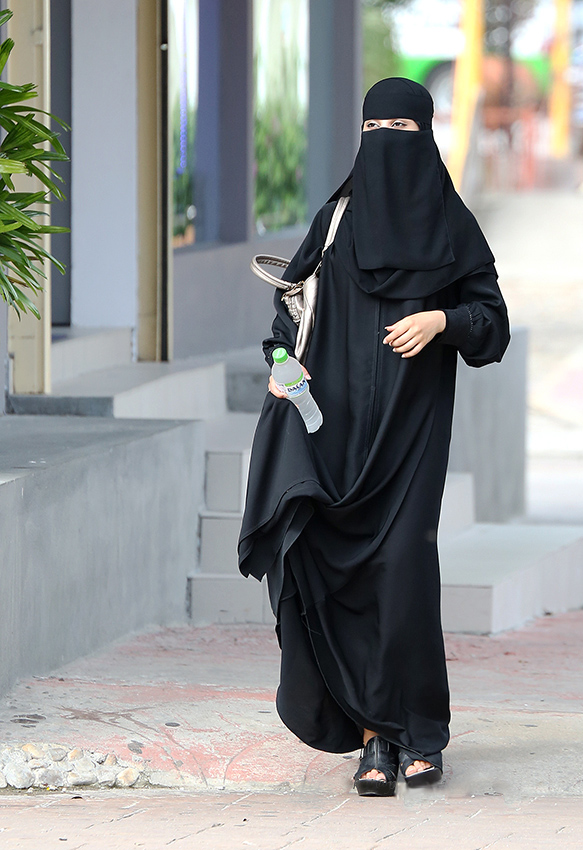
O vestuário feminino é definido por lei; a abaya é obrigatória

O Departamento de Estado dos Estados Unidos considera a "discriminação contra as mulheres um problema significativo" na Arábia Saudita e observa que as mulheres têm poucos direitos políticos devido a políticas discriminatórias do governo local.
Na Arábia Saudita não existe uma idade mínima para o casamento. Por falta de dados, o número de casamentos infantis é difícil de quantificar. De acordo com Ali al-Ahmed, longe de condenar o casamento infantil, a própria monarquia saudita tem uma longa história de casamento com raparigas muito jovens.
Um relatório especial da Organização das Nações Unidas (ONU) sobre a violência doméstica em 2008, notou a ausência de leis que criminalizem a violência contra as mulheres. Um relatório produzido pelo Fórum Econômico Mundial de 2010 sobre igualdade de gênero classificou a Arábia Saudita no 129º lugar entrem os 134 países avaliados.
Sob a lei saudita, cada mulher adulta deve ter um parente do sexo masculino como seu "guardião". Como resultado, a organização Human Rights Watch descreve a situação jurídica das mulheres sauditas como equivalente a de um menor de idade, com pouca autoridade legal sobre a sua própria vida. As autoridades governamentais podem forçar as mulheres a obter a permissão legal de um guardião masculino para viajar, estudar ou trabalhar. O guardião está legalmente autorizado a fazer uma série de decisões críticas em nome de uma mulher. Carmen bin Laden, uma suíça que viveu muitos anos no país, observa que os sauditas são os Taliban, mas com luxo.
A Arábia Saudita foi, até 23 de junho de 2018, o único país do mundo que proibia as mulheres de dirigir. Em 25 de setembro de 2011, o rei Abdullah anunciou que as mulheres terão o direito de se candidatar e votar nas futuras eleições locais e se juntar ao conselho consultivo Shura como membros de pleno direito.

## Subdivisões
A Arábia Saudita é um país fortemente centralizado. O país é dividido em 13 regiões (em árabe: مناطق إدارية; manatiq idāriyya, ou ainda, منطقة ددررة; mintaqah idariyya), que também são chamadas de emirados e são chefiadas por um governador da família saudita nomeado pelo rei. As regiões são divididas em 118 províncias (em árabe: محافظات; muhafazat, sing. محافظة; muhafazah). Esse número inclui as 13 capitais regionais, as quais possuem um status diferente de municípios (em árabe: أمانة; amanah) e são lideradas por prefeitos (em árabe: أمين; amin). As províncias são subdivididas em sub-províncias (em árabe: مراكز; marakiz, sing. مركز; markaz).
|                           | No.                | Região   | Capital |
| ------------------------- | ------------------ | -------- | ------- |
| Regiões da Arábia Saudita |                    |          |         |
| 1                         | Jaufe              | Sacaca   |         |
| 2                         | Fronteira do Norte | Arar     |         |
| 3                         | Tabuque            | Tabuque  |         |
| 4                         | Hail               | Hail     |         |
| 5                         | Medina             | Medina   |         |
| 6                         | Alcacim            | Buraida  |         |
| 7                         | Meca               | Meca     |         |
| 8                         | Riade              | Riade    |         |
| 9                         | Oriental           | Damã     |         |
| 10                        | Al Bahah (ou Baha) | Al Bahah |         |
| 11                        | Assir              | Abha     |         |
| 12                        | Jizã               | Jizã     |         |
| 13                        | Najrã              | Najrã    |         |

## Economia

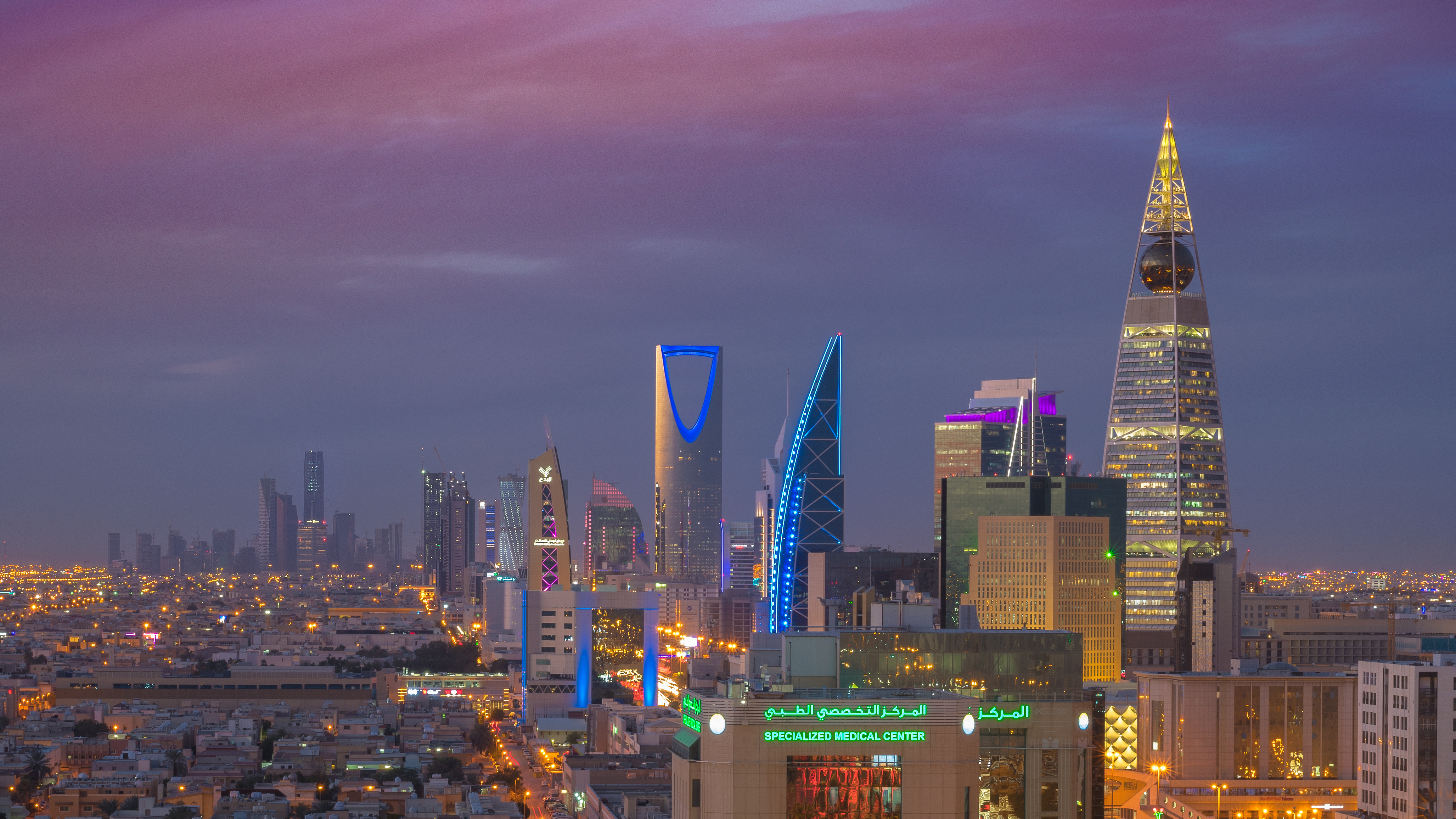
Centro financeiro de Riade, a capital e maior cidade do país

A economia planificada da Arábia Saudita tira suas receitas majoritariamente do petróleo. Cerca de 75% das receitas orçamentais e 90% das receitas de exportação vêm da indústria de petróleo. A indústria petrolífera compõe cerca de 45% do produto interno bruto nominal saudita, em comparação com 40% do setor privado. O país tem oficialmente cerca de 260 bilhões de barris (4,1 × 1 010 m³) de reservas de petróleo, compreendendo cerca de um quinto das reservas provadas totais do mundo.
O governo está tentando promover o crescimento do setor privado através da privatização de setores como a energia e as telecomunicações. O país anunciou planos para começar a privatizar empresas de energia elétrica em 1999, que se seguiu à privatização das empresas de telecomunicações. A escassez de água e o rápido crescimento da população pode restringir os esforços do governo para aumentar a autossuficiência em produtos agrícolas.
Na década de 1990, a Arábia Saudita sofreu uma contração significativa das receitas do petróleo, combinados com uma elevada taxa de crescimento da população. A renda per capita saudita caiu de um pico de 11 700 dólares, no auge do boom do petróleo em 1981, para 6.300 dólares em 1998. O aumento dos preços do petróleo desde 2000 ajudou a aumentar o PIB per capita para 17 000 dólares em 2007 dólares, ou cerca de 7 400 dólares ajustados pela inflação. Tendo em conta o impacto das mudanças reais do preço do petróleo sobre a renda real do produto interno bruto do Reino, o comando — base real PIB foi calculado para ser 330,381 bilhões de dólares em 2010.

Principais produtos de exportação da Arábia Saudita em 2019

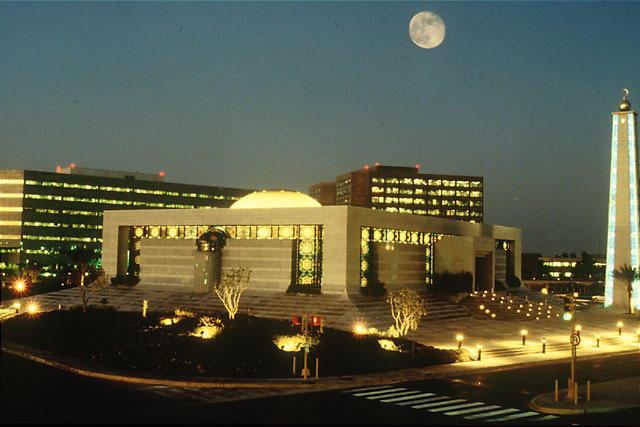
Sede da empresa estatal Saudi Aramco, na cidade de Dhahran, a maior empresa petrolífera do mundo

Os aumentos de preço do petróleo entre 2008 e 2009 provocaram um segundo boom econômico, empurrando o excedente orçamental da Arábia Saudita para 28 bilhões de dólares em 2005. O Tadawul (o índice do mercado de ações saudita) terminou 2004 com uma maciça alta de 76,23% para fechar em 4 437,58 pontos. A capitalização de mercado foi de 110,14 % em relação ao ano anterior, situando-se em 157,3 bilhões dólares, que o torna o maior mercado de ações no Oriente Médio. A Organização dos Países Exportadores de Petróleo (OPEP) limita a produção de petróleo de seus membros com base em suas "reservas provadas". O nível das reservas confirmadas da Arábia Saudita mostrou poucas alterações desde 1980, sendo a principal exceção sendo um aumento de cerca de 100 bilhões de barris (1,6 × 1 010 m3) entre 1987 e 1988. O investidor estadunidense Matthew Simmons sugeriu que a Arábia Saudita está exagerando muito nas estimativas de suas reservas e que em breve poderá apresentar um declínio de produção (ver pico do petróleo).
A Arábia Saudita é um dos poucos países em rápido crescimento econômico no mundo, com uma renda per capita relativamente elevada de 24 200 dólares (2010). O país pretende lançar seis "cidades econômicas" (por exemplo, a Cidade Econômica Rei Abdullah), que estão previstas para serem concluídas até 2020. Essas seis novas cidades industrializadas têm a intenção de diversificar a economia da Arábia Saudita e espera-se que aumentem a renda per capita do país. O rei da Arábia Saudita anunciou que a renda per capita deveria aumentar de 15 000 dólares em 2006, para 33 500 dólares em 2020. As cidades serão espalhadas pelo território saudita para promover a diversificação de cada região e de sua economia.
Os relatos de pobreza no país continuam a ser um tabu para o governo saudita. Em dezembro de 2011, dias após os levantes da Primavera Árabe, o Ministério do Interior saudita deteve o repórter Feros Boqna e dois colegas e os mantiveram presos por quase duas semanas para questionamentos depois que eles enviaram um vídeo sobre o tema para o YouTube. As estatísticas sobre o assunto não estão disponíveis por meio das Nações Unidas porque o governo saudita não emite os seus índices de pobreza. Os observadores e pesquisadores desse assunto preferem ficar anônimos por causa do risco de serem presos. Três jornalistas — Feras Boqna, Hussam al-Drewesh e Khaled al-Rasheed — foram detidos depois de postar um filme no YouTube de dez minutos de duração chamado "Mal3ob 3alena", ou "Nós estamos sendo enganados", mostrando sauditas vivendo na pobreza. Os autores do vídeo afirmam que 22% da população do país é considerada pobre (2009) e que 70% dos sauditas não são donos de suas casas.

## Infraestrutura

### Educação

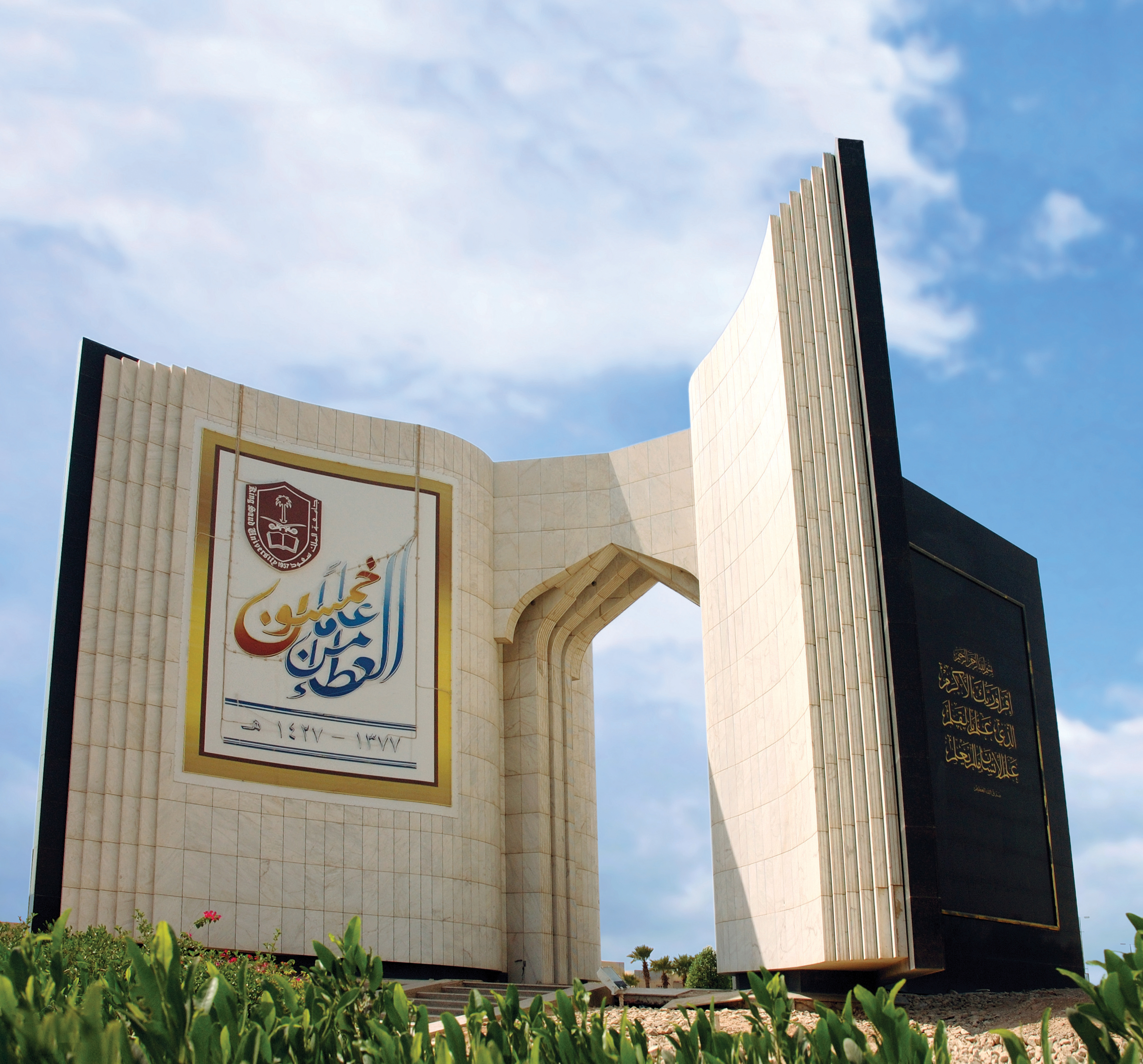
Entrada da Universidade Rei Saud

Quando o Reino da Arábia Saudita foi fundado, em 1932, a educação não era acessível a todas as pessoas, e era limitada a instrução individualizada nas escolas religiosas em mesquitas nas áreas urbanas. Essas escolas ensinavam leis islâmicas e habilidades básicas de leitura. No final do século XX, a Arábia Saudita possuía um sistema educacional que cobria todo o país, provendo treinamento gratuito da pré-escola até a universidade a todos os cidadãos.
O sistema educacional primário na Arábia Saudita começou na década de 1930. Em 1945, o rei Abdulazize ibne Abderramão Saud, o fundador do país, iniciou um extensivo programa para estabelecer escolas no reinado. Seis anos depois, em 1951, o país possuía 226 escolas e 29 887 estudantes. Em 1954, o Ministério da Educação foi fundado, chefiado pelo príncipe Fade ibne Abdulazize como o primeiro Ministro da Educação. A primeira universidade foi a Universidade Rei Saud, fundada em 1957.
No início do século XXI o sistema nacional de educação pública possui vinte universidades, mais que 24 mil escolas, e uma grande quantidade de colégios e outras instituições de educação e treinamento. O sistema provê aos estudantes educação e livro gratuito, serviços de saúde, e é acessível para todos os cidadãos. Mais que 25% da receita anual do estado é para a educação, incluindo treinamento vocacional. O reinado tem também trabalhado em programas escolares para enviar estudantes para os Estados Unidos, Canadá, França, Reino Unido, Austrália, Japão, Malásia e outras nações. No início do século XXI milhares de estudantes são mandados para o exterior através de programas de educação superior todos os anos.
O estudo do Islã permanece como o centro do sistema educacional da Arábia Saudita. Os aspectos islâmicos do currículo nacional foram examinados em 2006 em um relatório por Freedom House. O relatório percebeu que nas classes de educação religiosa (e em qualquer escola religiosa) as crianças eram ensinadas a depreciar outras religiões, assim como outras ramificações do Islã. O currículo de estudos religiosos da Arábia Saudita é ensinado fora do reino em madraçais espalhados pelo mundo.

### Saúde

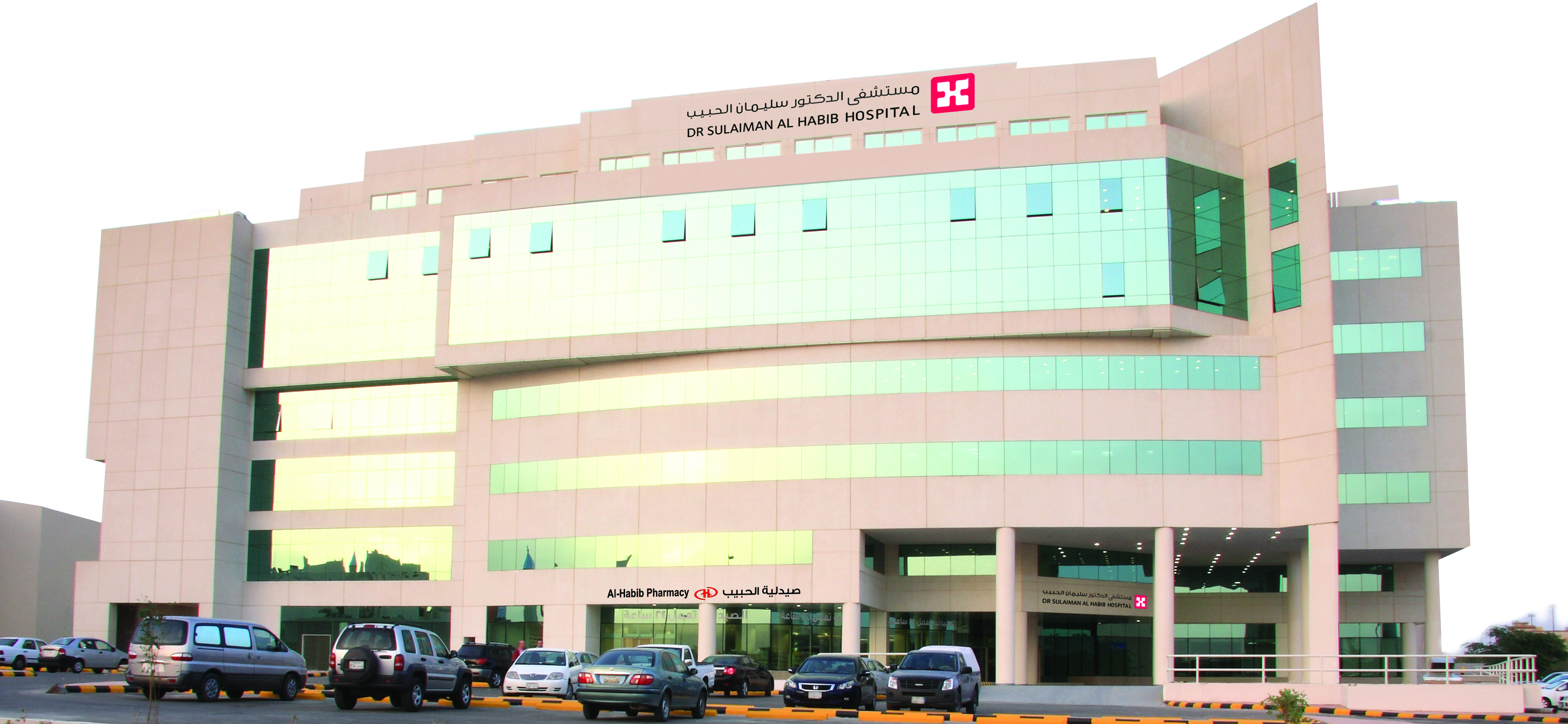
Hospital Dr. Sulaiman Al Habib em Buraida

A esperança de vida, em 2012, era de 74,8 anos. Os homens viviam, em média, 73,5 anos, enquanto a expectativa de vida para as mulheres era de 76,5 anos de idade. A taxa de mortalidade foi de 12 mortes por 100 000 nascidos vivos em 2016, e a taxa de natalidade foi, em 2012, de 22 nascimentos a cada 1 000 pessoas. Essas taxas vêm melhorando há décadas, graças ao fato de que o governo investe 4,7% de seu PIB nessa área, enquanto cada habitante gasta cerca de US$ 2 466 por ano. A obesidade é bastante alta, já que nos homens é de 29,9% e nas mulheres é de 43,5%, além de que 24% da população masculina consome tabaco, com esse índice caindo para 1% entre as mulheres. Além disso, possui cerca de 300 hospitais com uma das melhores infraestruturas sanitárias do planeta.
Há um risco de proliferação de doenças como a malária, principalmente de setembro a janeiro, e predominantemente de Plasmodium falciparum, incluindo os surtos ao longo da fronteira sul com o Iêmen, exceto nas áreas de maior altitude da região de Assir. Não há risco de doenças generalizadas em Meca ou Medina. Por outro lado, para cada 1 000 habitantes havia 2,6 médicos e 2,1 leitos de hospitais.

### Transportes

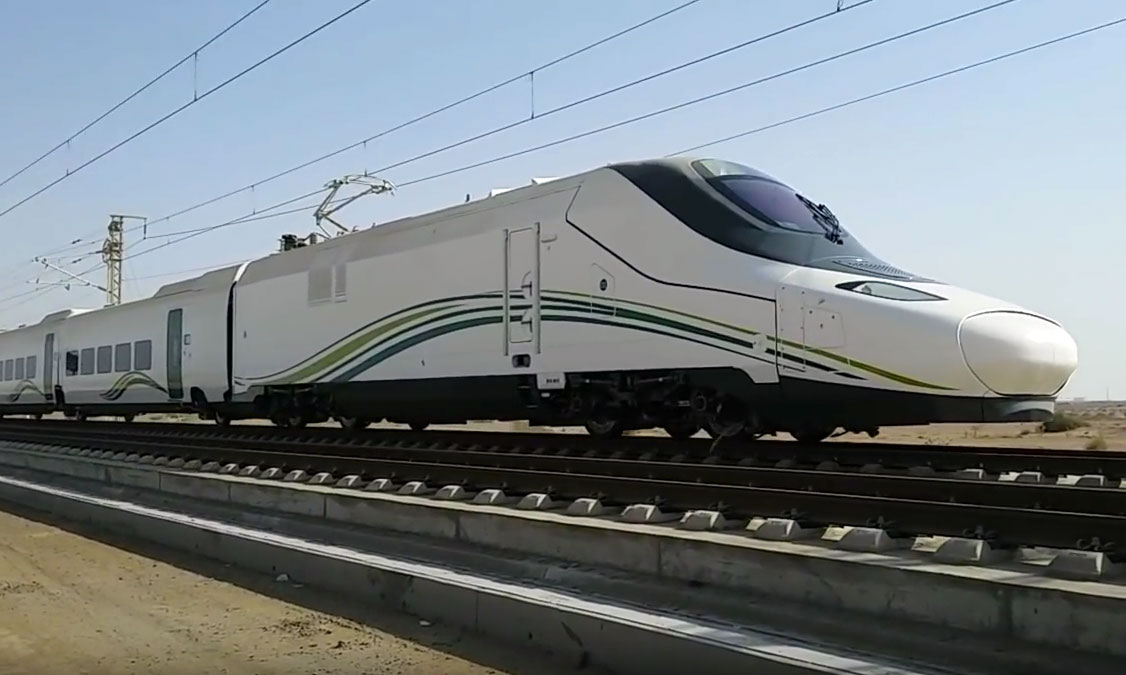
Trem da linha ferroviária de alta velocidade de Haramain, que conecta Meca e Medina

O transporte na Arábia Saudita é facilitado por um sistema relativamente novo de estradas, ferrovias e vias marítimas. O Ministério dos Transportes em 2014 manteve um comprimento total estimado de estradas de 627 mil km, dos quais 151 mil km eram rodovias que ligam as principais regiões sauditas com as fronteiras internacionais e servindo como estradas de interconexão entre as principais cidades do país; 102 mil km eram estradas secundárias que ligavam as grandes cidades a outras cidades menores em suas respectivas províncias; 374 mil km eram estradas secundárias que se ramificavam de estradas secundárias e serviam a cidades, vilas e áreas agrícolas. Outros 204 mil km de estradas estavam em construção no final do ano fiscal de 2014.
Segundo o World Factbook da CIA, o país tinha uma rede de 5.410 km de linhas ferroviárias. A primeira linha ferroviária do reino é anterior à unificação da Arábia Saudita. A linha ferroviária do Hejaz de bitola estreita de 1 050 mm, que ia de Damasco a Medina, começou a ser construída em 1900 sob o domínio otomano no Vilaiete de Hejaz e foi concluída em 1908. A porção sul da linha foi destruída principalmente durante a Primeira Guerra Mundial e restam alguns trechos da pista, com alguns trechos na Jordânia sendo usados até hoje. A única linha ferroviária de alta velocidade no reino, a linha de Haramain, foi concluída em 2017 e conecta as duas cidades sagradas islâmicas de Meca e Medina.
A Arábia Saudita é servida por três aeroportos internacionais importantes: o Aeroporto Internacional Rei Khalid em Riade, o Aeroporto Internacional Rei Abdulaziz em Gidá e o Aeroporto Internacional Rei Fahd em Damã, que também é o maior aeroporto do mundo em área. Além desses três aeroportos principais, vários aeroportos menores, com conexões domésticas e internacionais, estão presentes em todo o reino. O companhia aérea da Arábia Saudita, a Saudia, começou em 1945 um único bimotor Douglas DC-3 doado pelo presidente dos Estados Unidos, Franklin D. Roosevelt.
Como a maioria dos outros Estados árabes do Golfo Pérsico, a Arábia Saudita não tem rios ou vias navegáveis interiores. Isso não impediu o reino de buscar o desenvolvimento de uma rede de transporte marítimo, construída principalmente para apoiar o transporte de produtos petroquímicos. A Autoridade Portuária Saudita (Mawani) dirige e administra os principais portos do país. Os principais portos do Golfo Pérsico estão localizados em Damã e Jubail, enquanto os maiores do mar Vermelho estão em Gidá, Iambo e Jizã.

## Cultura

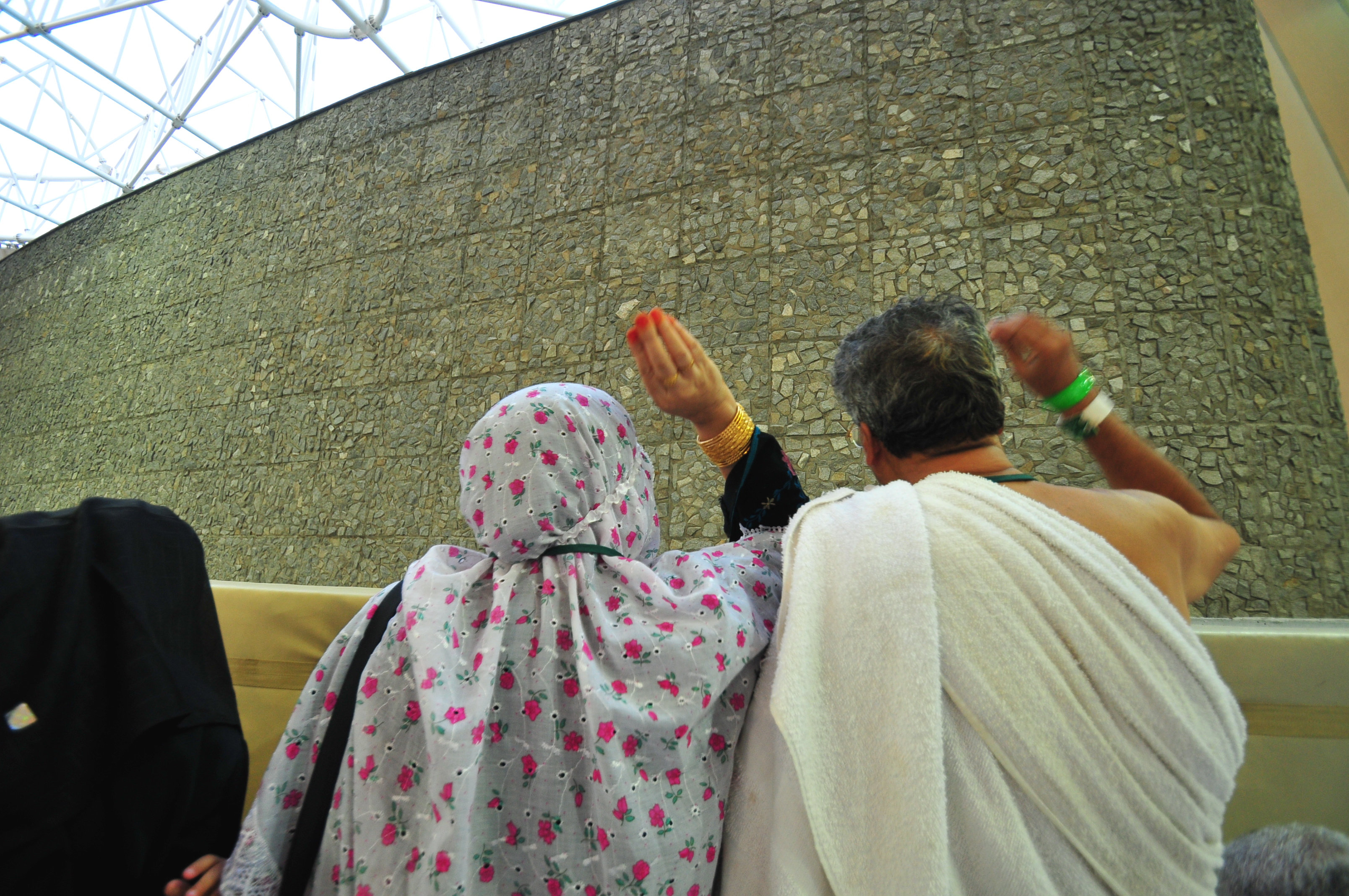
Apedrejamento do Diabo na cidade de Mina

A Arábia Saudita tem atitudes e tradições, muitas vezes derivadas da centenária civilização árabe tribal. Esta cultura foi reforçada pela interpretação uaabita austeramente puritana do islamismo, que surgiu no século XVIII e agora predomina no país. As muitas limitações sobre o comportamento e a vestimenta são rigorosamente aplicadas legalmente e socialmente. Bebidas alcoólicas são proibidas, por exemplo, e não há teatro ou exibição pública de filmes. No entanto, o Daily Mail e o Wikileaks indicam que a família real saudita aplica um código moral diferente para si mesma ("WikiLeaks: …príncipes sauditas ostentam bebidas, drogas e sexo. Os nobres desrespeitam as leis puritanas em festas para jovens da elite, enquanto a polícia religiosa é obrigada a fechar os olhos."). A expressão pública de opinião sobre questões políticas ou sociais internas é desencorajada. Não existem organizações como partidos políticos ou sindicatos para servirem como fóruns públicos.
A vida cotidiana é dominada pela observância islâmica. Cinco vezes por dia, os muçulmanos são chamados para a oração pelos minaretes de mesquitas espalhadas por todo o país. Como a sexta-feira é o dia mais sagrado para os muçulmanos, o fim de semana era quinta-feira e sexta-feira. A partir do dia 29 de junho de 2013 o fim de semana foi transferido para sexta e sábado, para melhor servir a economia saudita e seus compromissos internacionais. De acordo com a doutrina uaabita, apenas dois feriados religiosos são reconhecidos publicamente, o Eid ul-Fitr e o Eid al-Adha. A celebração de outros feriados islâmicos, como o aniversário do Profeta e o Ashura (um feriado importante para os xiitas), é tolerada somente quando celebrada localmente e em pequena escala, do contrário é proibida. Não há feriados religiosos não islâmicos, com exceção do dia 23 de setembro, que comemora a unificação do reino.

### Esportes

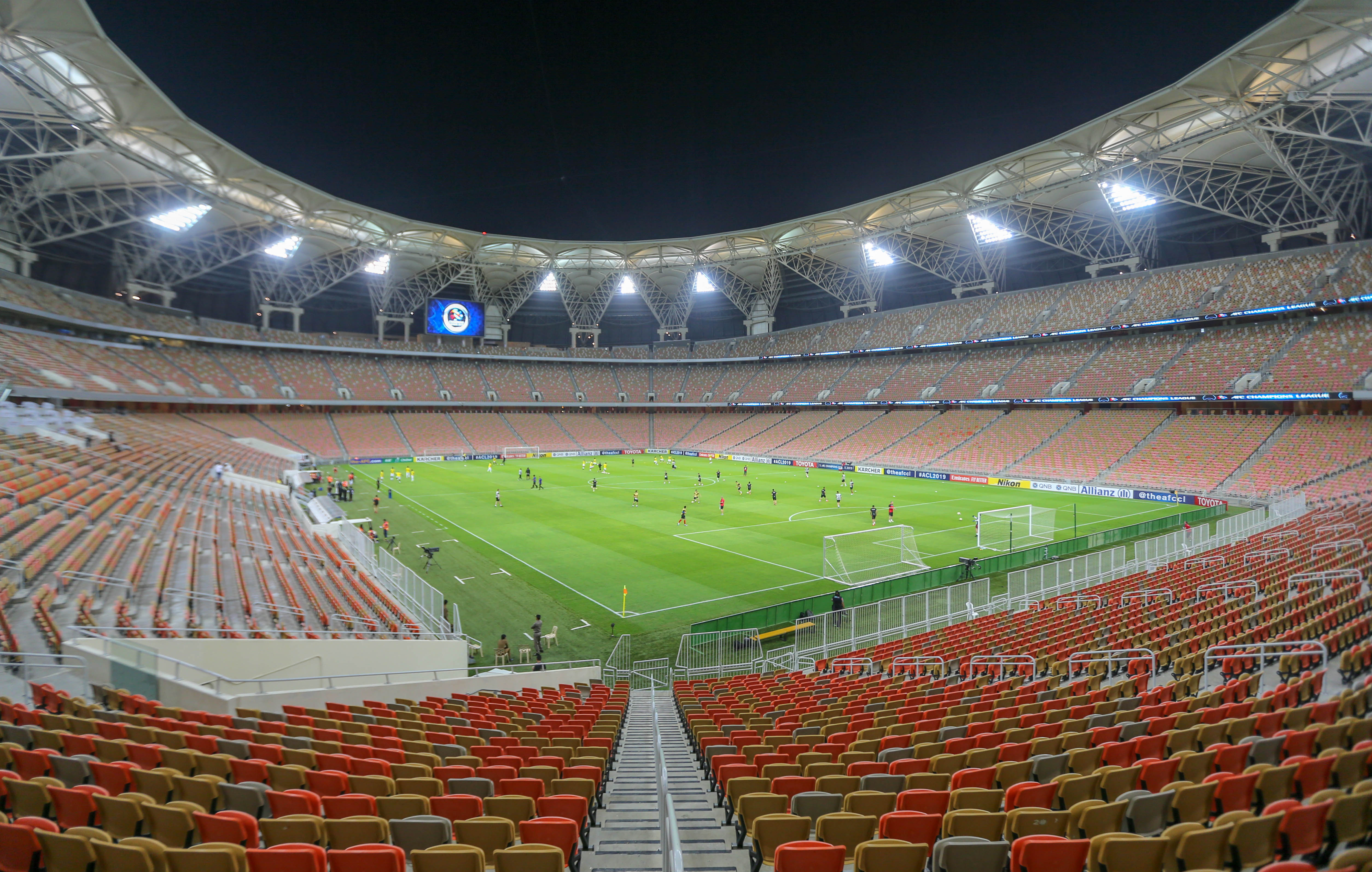
Cidade dos Esportes Rei Abdullah em Gidá

Os esportes mais populares são futebol, mergulho, windsurf e vela. O que mais se destaca é o futebol, que já conta com mais de 150 clubes oficiais, uma das seleções mais fortes do Oriente Médio. Outro esporte bastante popular são as corridas de camelo, que acontecem especialmente em festivais culturais locais e são consideradas uma "oportunidade única de encorajar a unidade nacional". Apesar de uma lenta melhora, as mulheres e meninas são proibidas de praticar qualquer tipo de exercícios esportivos.
Arabia Saudita vem participando de maneira contínua dos Jogos Olímpicos desde 1972, quando o evento foi celebrado na cidade alemã de Munique, com exceção aos Jogos Olímpicos de Verão de 1980, sediados na capital russa. apesar disso, o país apenas conseguiu ganhar uma medalha de prata e duas de bronze Jogos Olímpicos de Verão de 2000, em Sydney, e nos Jogos Olímpicos de Verão de 2012, em Londres.

### Gastronomia
A comida local é bastante condimentada. As carnes mais comuns são o frango e o carneiro, sendo a carne suína proibida por lei, segundo a sharia. As comidas mais encontradas são o arroz, as lentilhas, homus (pasta de grão-de-bico), kultra (espetadas de frango ou carneiro), kebab (servido com sopa e legumes), mezze (entradas variadas) e muhalabia (pudim de arroz). O álcool é proibido no país, e ser apanhado bêbado pode causar graves problemas.